# Santa Maria del Popolo
Santa Maria del Popolo (italsky: Basilica Parrocchiale Santa Maria del Popolo) je titulární kostel a bazilika minor v Římě vedená řádem augustiniánů. Stojí na severní straně Piazza del Popolo, jednoho z nejznámějších římských náměstí. Bazilika situovaná mezi pahorkem Pincian a branou Porta del Popolo, jednou z bran Aurelianových hradeb, stojí na začátku cesty Via Flaminia, nejdůležitější trasy vedoucí z Říma až na pobřeží Jaderského moře. Díky své poloze se bazilika stala prvním kostelem pro většinu cestujících vstupujících do města. Kostel vlastní díla několika slavných umělců, jako jsou Raffael, Gian Lorenzo Bernini, Caravaggio, Alessandro Algardi, Pinturicchio, Andrea Bregno, Guillaume de Marcillat a Donato Bramante.

## Legenda o založení kostela

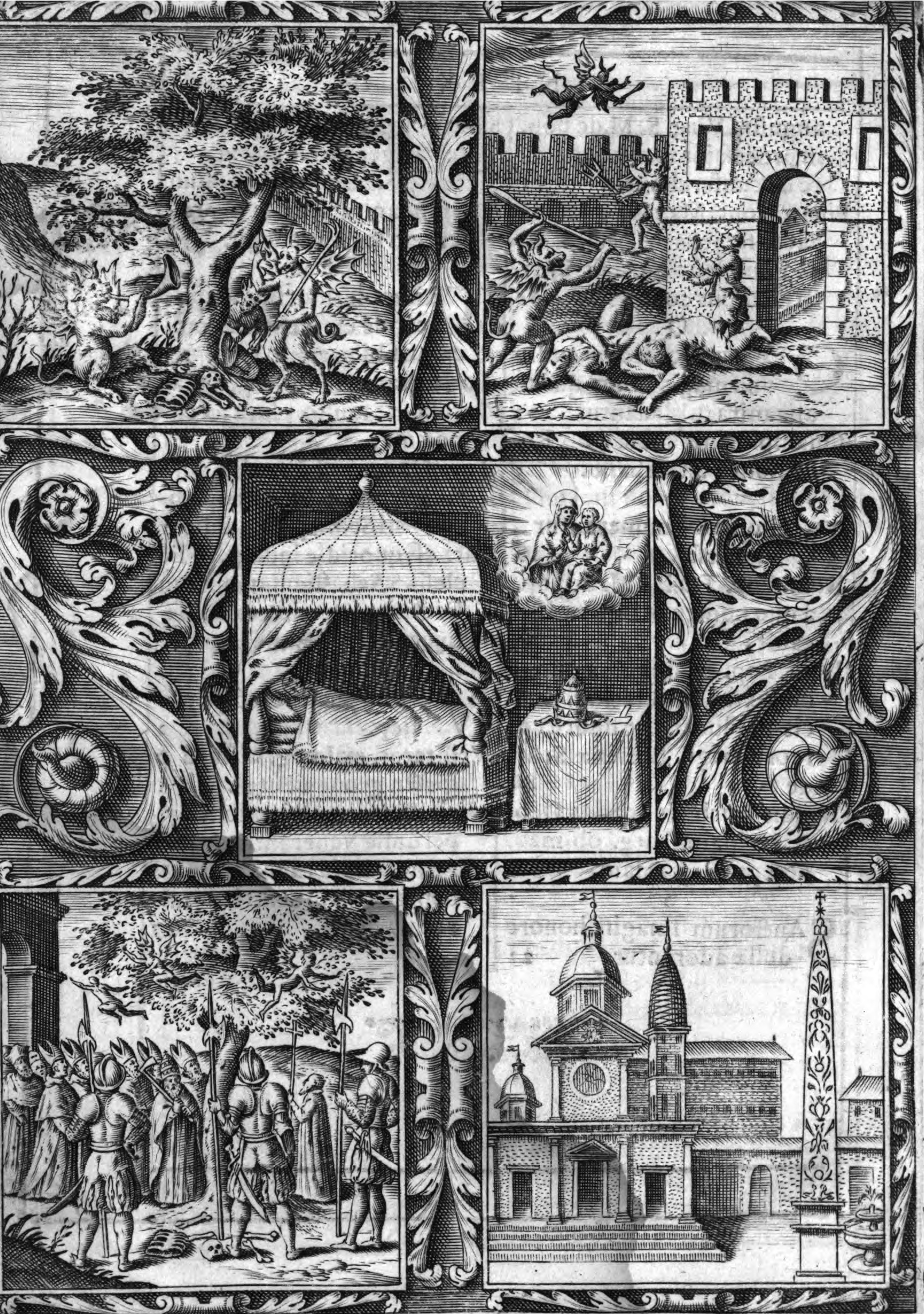
Legenda o založení baziliky Santa Maria del Popolo, rytiny z knihy Giacoma Albericiho (1599): 1. Démoni kolem ořešáku, vyrůstajícího z Neronovy hrobky; 2. Démoni zabíjejí cestující v Bráně Porta Flaminia; 3. Madona se zjevuje ve snu papeži Paschalovi II.; 4. Papež kácí zlý strom; 5. Na místě stromu postaven kostel.

Legenda o založení kostela Santa Maria del Popolo vypráví o zlu, ztělesněném římským císařem Neronem. Papež Paschalis II. chtěl očistit oblast od Neronova nečistého vlivu. Nero, rodným jménem Lucius Domitius Ahenobarbu, byl po sebevraždě pohřben v mauzoleu své rodiny Ahenobarbi na tomto místě, na úpatí pahorku Pincian. Hrobka byla později zničena sesuvem půdy a na jejích troskách vyrostl obrovský strom ořešák, který „byl tak vysoký a vznešený, že ho žádný jiný nepřekonal.“ Tento strom se brzy stal domovem zlých duchů a démonů, kteří obtěžovali jak obyvatele této oblasti, tak také cestující přijíždějící do města ze severu Flaminiovou branou (pozdější Porta del Popolo): „Někteří byli vystrašení, jiní posedlí, jiní byli krutě zbiti a zraněni, či téměř uškrceni nebo zabiti.“
Jelikož démoni ohrožovali důležitou přístupovou cestu do města a děsili všechny obyvatele, byl nově zvolený papež Paschalis II. vážně znepokojen. „Spatřil při modlitbě v Knize hodinek Kristovo stádo ovcí vroucně se modlící, jež se staly kořistí pekelných vlků.“ Papež se postil a modlil tři dny. Na konci tohoto období, vyčerpaný, měl sen o blahoslavené Panně Marii, která mu dala podrobné pokyny, jak osvobodit město od zlých sil a démonů.
Oproti legendě k prvnímu uznání Panny Marie jako Bohorodičky a přinášející blaho lidu Římanů" (latinsky Salus populi Romani) došlo dříve, již po církevním koncilu v Efezu, který proběhl roku 431. Po něm papež Sixtus III. dal instalovat první raně křesťanskou ikonu v tehdejší Pavlově kapli (Capella Paolina), další v bazilice Panny Marie Sněžné a třetí byla u v Trastevere.. 
V roce 1099 ve čtvrtek po třetí neděli postní svolal papež římské duchovenstvo a obyvatelstvo. V procesí s krucifixem pak všichni prošli městským úsekem Via Flaminia až na zamořená místa. Tam papež provedl rituál exorcismu a poté prudce udeřil na kořen ořešáku. Zlí duchové vyběhli a šíleně křičeli. Když byl strom skácen a vyvrácen z kořenů, byly pod nimi objeveny Neronovy ostatky. Papež je nařídil vhodit do Tibery.
Po osvobození od démonů mohl být tento kout Říma zasvěcen křesťanství. Paschalis II. za odříkání modliteb a chvalozpěvů položil základní kámen kaple na místo, kde původně rostl strom duchů. Jednoduchá kaple byla dokončena za tři dny a oslavována s velkou pompou: papež posvětil malou svatyni za přítomnosti velkého davu, doprovázeného deseti kardinály, čtyřmi arcibiskupy, deseti biskupy a dalšími preláty. Také kapli věnoval mnoho relikvií a zasvětil ji Panně Marii.

## Historie

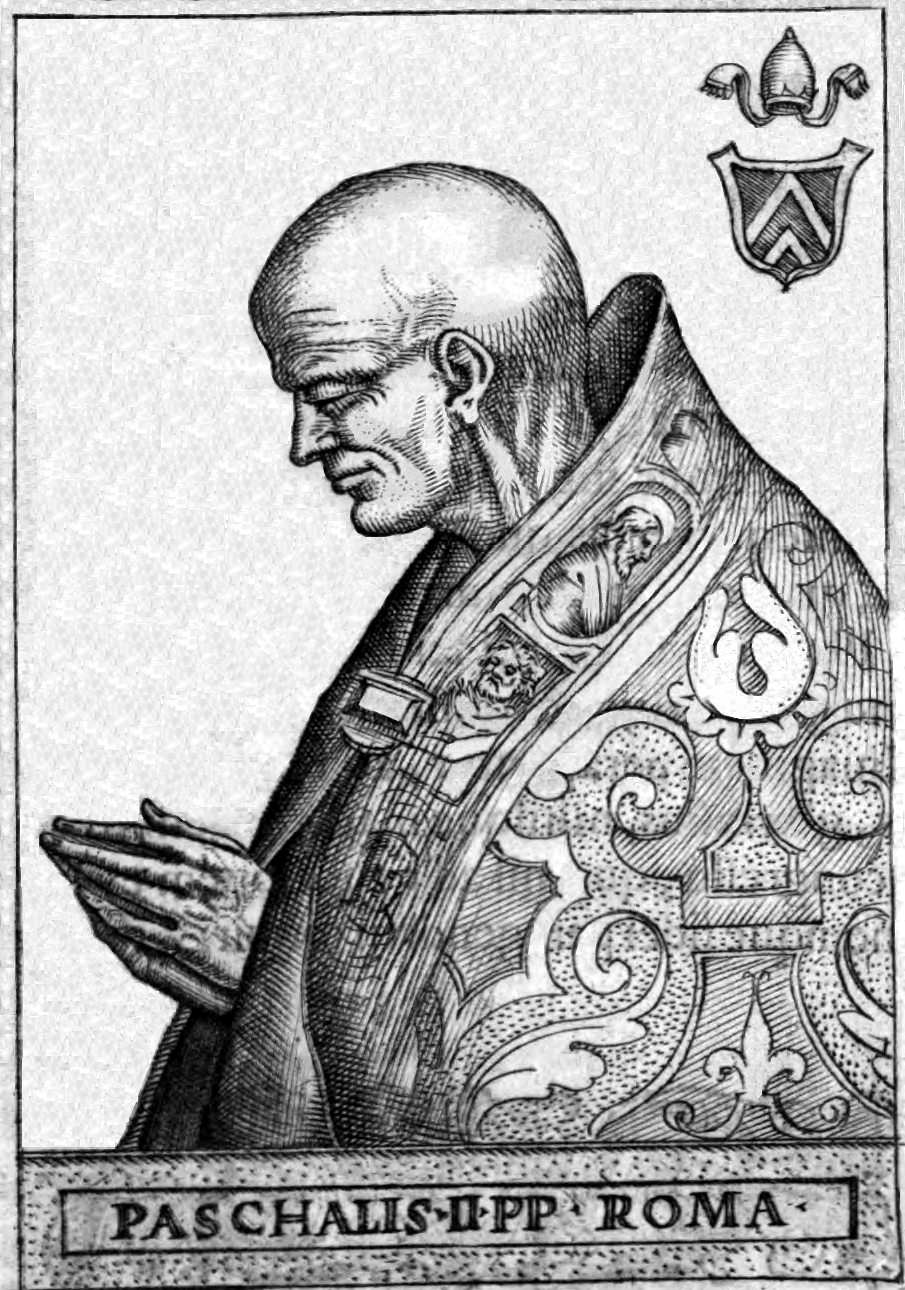
Papež Paschalis II., pozdní renesance, italská rytina

Legendu o založení baziliky zapsal augustiniánský mnich Giacomo Alberici ve svém latinském pojednání o kostele Santa Maria del Popolo, které vyšlo v Římě v roce 1599 a příští rok bylo přeloženo do italštiny. Další augustinián Ambrogio Landucci zapsal stejný příběh ve svém pojednání o počátcích baziliky v roce 1646. Legenda byla od té doby několikrát převyprávěna s drobnými změnami ve sbírkách římských legend, vědecké literatuře a průvodcích. Příklad variací lze najít v knize Ottavia Panciroliho ve které tvrdí, že démoni obývající strom měli podobu černých vran. Počátek této legendy znám není, ale v roce 1726 byl v archivu Santa Maria del Popolo nalezen katalog svatých relikvií kostela sepsaný v roce 1426, který obsahoval (ztracenou) verzi "zázrak vlašského ořechu“. Příběh byl údajně okopírován z ještě starší "tabelly" u hlavního oltáře. V 15. století byl příběh již natolik populární, že ho uvádějí různé německé zdroje, jako Nikolaus Muffel ve svém díle Description of Rome (Popis Říma) z roku 1452 nebo The Pilgrimage of Arnold Von Harff (Pouť Arnolda Von Harffa) z roku 1497.
O věcném základu legendy lze pochybovat. Císař Nero byl skutečně pohřben v mauzoleu svých otců, Suetonius ve svém Životě Nerona píše, že „rodinná hrobka Domitiů [byla] v zahradách na vrcholu kopce, které jsou viditelné z Martova pole.“ Mauzoleum tedy stálo výše na severozápadních svazích pahorku Pincian a rozhodně ne na jeho úpatí.
Založení kaple papežem Paschalisem II. bylo zřejmě součástí snahy o obnovení bezpečnosti v oblasti kolem Flaminiovy brány, která byla mimo obydlené jádro středověkého Říma a určitě byla zamořená bandity. Dalším možným zdrojem inspirace pro legendu mohla být dobře zdokumentovaná pomsta papeže Paschalise II. na těle jeho oponenta vzdoropapeže Klementa III. Klement III. zemřel ve městě Civita Castellana, Paschalis dal jeho ostatky vyzvednout z hrobu a Klementovu mrtvolu nařídil hodit do Tibery. Klement III. byl chráněncem císaře Svaté říše římské Jindřicha IV., který byl papežskou stranou hanlivě nazýván „Nero“.

### Etymologie
Jméno „del Popolo“ (2. pád „lidu“) bylo odvozeno od slova „populus“, ve středověké latině znamenalo lid, ale také velkou venkovskou farnost. Název by tedy mohl odkazovat na první předměstskou osadu kolem Via Flaminia, která vznikla po výstavbě kaple v dříve opuštěné části Martova pole. Jiné hypotézy označení vykládají jako záchranu lidu před démony ve stromě, nebo je odvozují z latinského slova „pōpulus“, což může znamenat také topol. Démonický strom na starověké hrobce tedy mohly být i topol. Místní název Santa Maria ad Flaminiam se objevil v některých dokumentech z 15. století.

### Raná historie

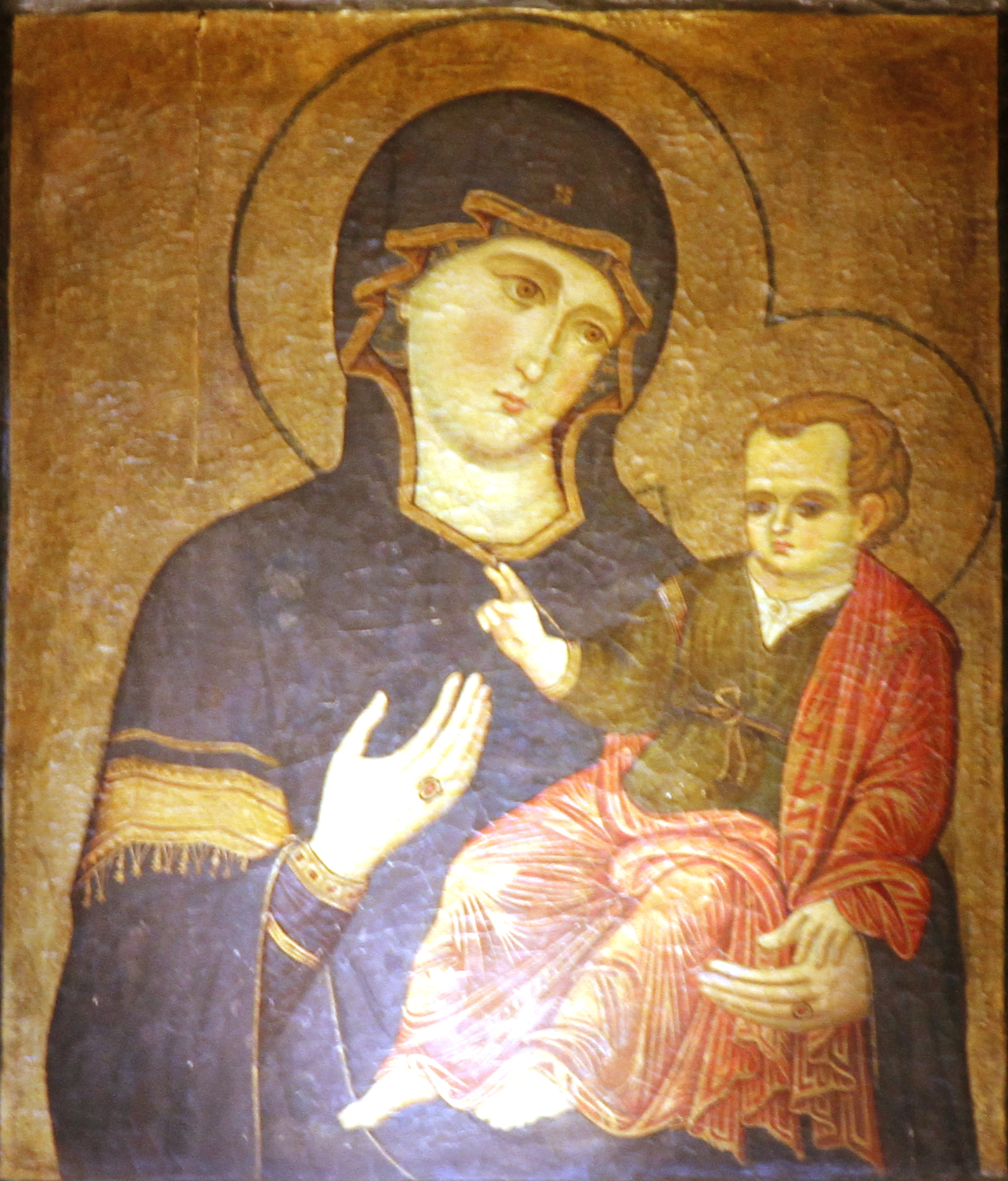
Ikona Madonna del Popolo v bazilice Santa Maria del Popolo

Kostel Santa Maria del Popolo chybí v katalogu kostelů Říma, který napsal Cencio Camerario v roce 1192. Pozdější tradice tvrdila, že zázračný obraz Panny Marie, který namaloval sám Lukáš Evangelista byl papežem Řehořem IX. přenesen do kostela z kaple Sancta Sanctorum v Lateránu. Stalo se tak poté, co rozvodněná Tibera, - pravděpodobně velká povodeň v roce 1230 - způsobila ve městě morovou epidemii. Papež svolal kardinály, celé duchovenstvo a obyvatele Říma a ikona byla v slavnostním průvodu přenesena do Santa Maria del Popolo. Poté mor zmizel a do města se vrátil mír. Madona del Popolo zůstala po staletí jistě jednou z nejpopulárnějších mariánských ikon, přilákala mnoho poutníků a zajistila větší roli geograficky stále vzdálené církvi.
Raná historie Santa Maria del Popolo je téměř neznámá, protože archivy kostela byly poničeny a mnoho dokumentů poztráceno během napoleonských válek. Zachovalo se pouze několik dokumentů z období před rokem 1500. První zmínky v archivních pramenech pocházejí ze 13. století. Catalogue of Paris (Pařížský katalog), sestavený kolem roku 1230 nebo 1272-76, který vyjmenovává římské kostely, již název Santa Maria de Popolo uvádí. U kostela mohla žít malá komunita františkánů až do roku 1250, ale je možné, že tam pobývali jen dočasně.

### Augustiáni

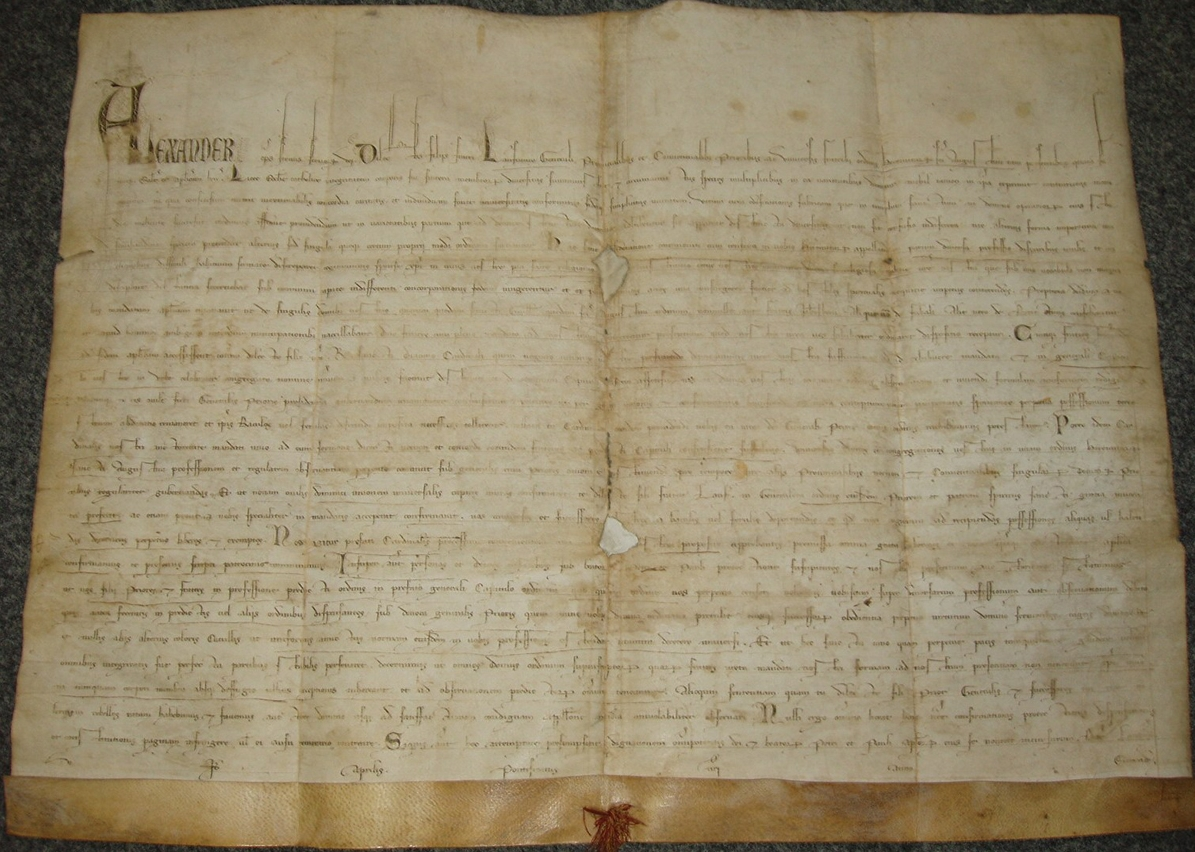
Papežská bula Licet Ecclesiae vydaná papežem Alexandrem IV. dne 9. dubna 1256, který řád augustiniánů založil

V polovině 13. století byl kostel věnován Řádu svatého Augustina, který jej od té doby udržuje. Augustiniáni byli novým řádem ustanoveným pod vedením kardinála Riccardo Annibaldi, pravděpodobně nejvlivnějšího člena římské kurie té doby. Annibaldi byl papežem Innocencem IV. jmenován kardinálem a ochráncem řádu v prosinci 1243. Annibaldi svolal setkání zástupců poustevnických komunit do Santa Maria del Popolo, kde se společně přihlásili k novému řádu, což papež potvrdil bulou „Pia desideria“ 31. března 1244.
O několik let později byla církví založena komunita augustiniánských mnichů a františkáni byli za svou ztrátu kostela odškodněni klášterem Ara Coeli, což se pravděpodobně stalo v roce 1250 nebo 1251. V březnu 1256 papež Alexandr IV. svolal do Santa Maria del Popolo sněm, na kterém byly sloučeny různé další mnišské komunity do jednoho společenství. Pouto mezi rodinou Annibaldi a církví je doloženo nápisem, který zmiňuje dvě šlechtičny rodu Caritii a Gulitii, které v roce 1263 nechaly v bazilice postavit mramorový pomník. Turínský katalog (kolem 1320) uváděl, že klášter měl v té době 12 mnichů poustevníků.

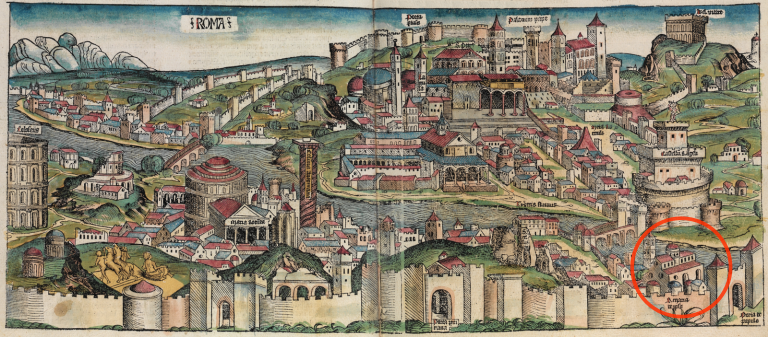
Idealizované zobrazení Říma z roku 1493 Norimberská kronika, přičemž Santa Maria del Popolo je v červeném kroužku.

Ve své bule z 30. srpna 1400 Dum praecelsa papež Bonifác IX. udělil odpustkové privilegium všem, kdo poskytli finanční dar na stavbu nového svatostánku nad zázračným obrazem Panny Marie. Mramorový reliéf zobrazující "Korunování Panny Marie" (nyní v sakristii) mohl být součástí gotického ciboria nebo celly postavené pro ikonu po této papežské koncesi.

### Rekonstrukce papeže Sixta IX.

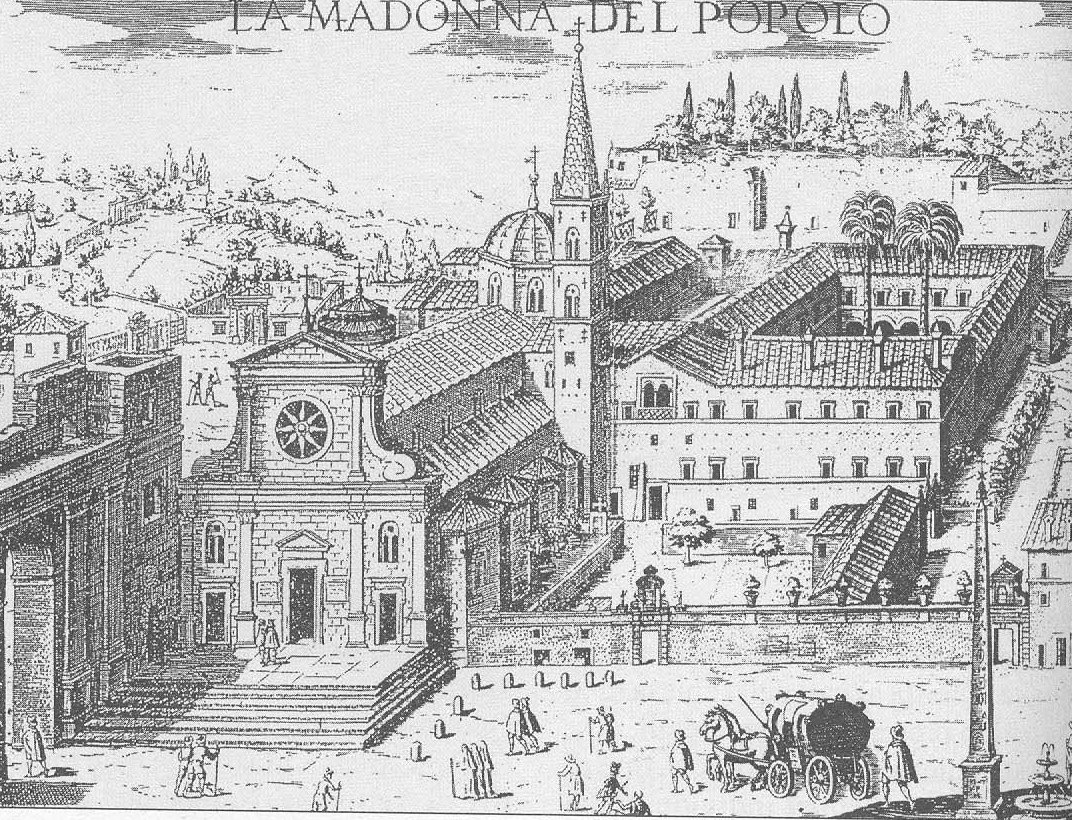
Kostel v původní podobě na měděné rytině Giovanniho Maggiho (1625)

Brzy po převodu Santa Maria del Popolo do prestižní lombardské kongregace byla bazilika Santa Maria del Popolo mezi lety 1472 a 1477 rekonstruována na příkaz papeže Sixta IV. Rekonstrukce byla součástí papežova ambiciózního programu obnovy měst, on sám se nazýval „Urbis Restaurator of Roma“. Středověký kostel byl zcela zbořen a byla postavena nová trojlodní latinská křížová bazilika se čtyřmi stejnými kaplemi na obou stranách, osmiboká kupole nad křížením a vysoká lombardská zvonice na konci pravého transeptu. Výsledkem této rekonstrukce byl vynikající příklad rané italské renesanční architektury v Římě. Navzdory mnoha pozdějším změnám si bazilika v podstatě udržela svou podobu až dodnes.
Architekt nebo architekti tohoto inovativního projektu zůstávají neznámí z důvodu nedostatku pramenů. Giorgio Vasari ve svém díle Le Vite - „Životy nejvýznamnějších malířů, sochařů a architektů“ připsal všechny důležité papežské projekty v Římě z doby papeže Sixta IX. florentskému architektovi Baccio Pontellimu a to včetně baziliky a kláštera Santa Maria del Popolo. Moderní vědci toto tvrzení zpochybňují a navrhují jiné jméno: Andrea Bregno, lombardský sochař a architekt, jehož dílna jistě obdržela důležité zakázky pro baziliku. Zásadní rozdíly mezi exteriérem a interiérem naznačují, že na stavbě pracoval možná více než jeden architekt.

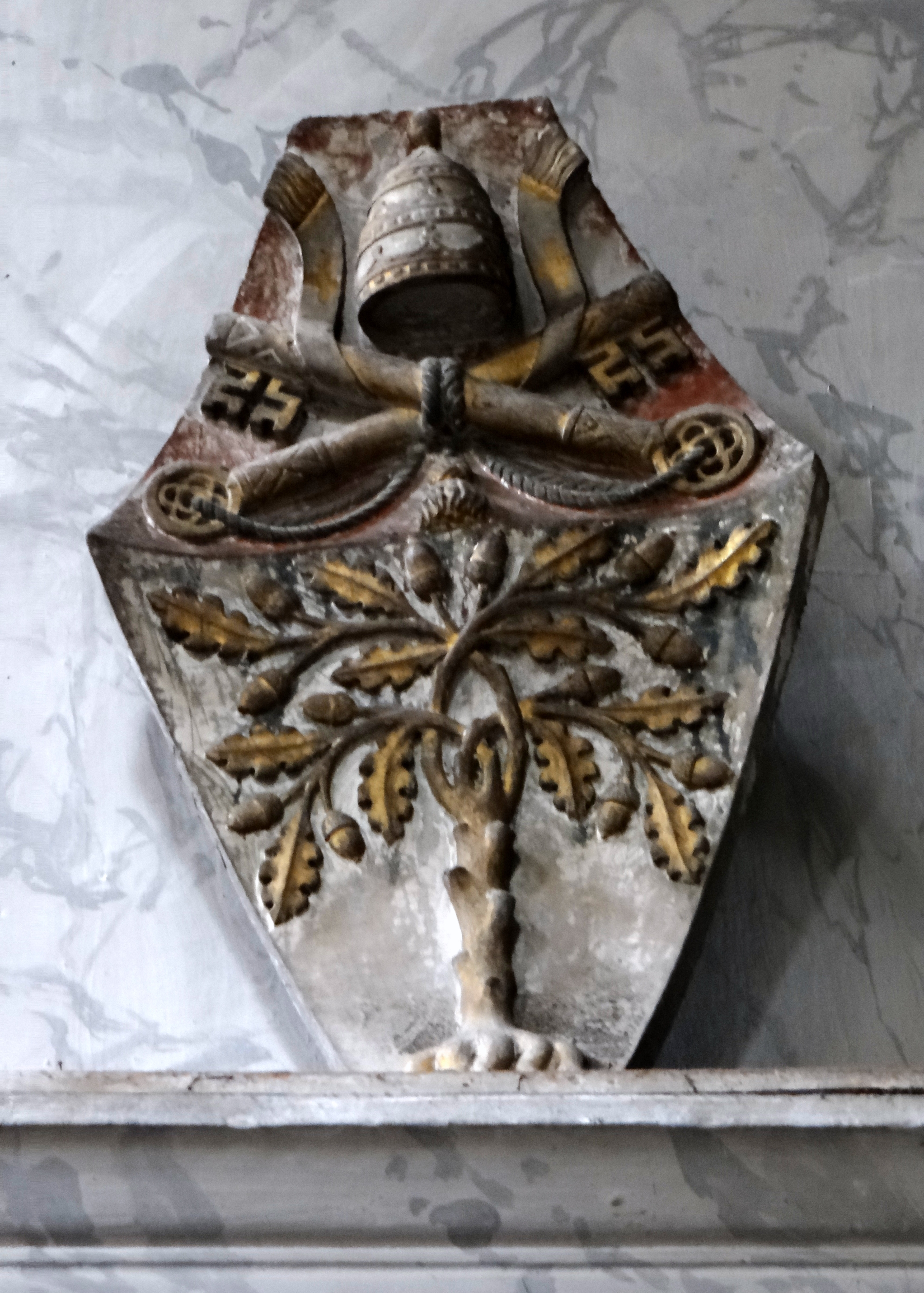
Erb papeže Sixta IV. V hlavní lodi baziliky Santa Maria del Popolo. Malované a zlacené kamenné řezby

Rok dokončení je vyznačen na nápisech nad bočními dveřmi fasády. Jeden nalevo zní „SIXTUS · PP · IIII · FVNDAVIT · 1477“, druhý napravo zní „SIXTUS · PP · IIII · PONT · MAX · 1477“. Jacopo da Volterra zaznamenal ve svém deníku, že papež navštívil kostel, který „před několika lety nechal přestavět od základů“ v roce 1480. Papež měl ke kostelu vřelý vztah, každou sobotu se zde modlil a každý rok 6. září, na svátek Narození Panny Marie celebroval mši v papežské kapli. Dne 2. června 1481, kdy byla potvrzena zpráva o smrti Mehmeda II., papež šel na večerní pobožnost do Santa Maria del Popolo spolu s kardinály a velvyslanci. Další příležitostí, kdy papež oslavil důležitou událost v bazilice, bylo vítězství papežských vojsk ve válce proti Neapoli v bitvě u Campomorta 21. srpna 1482. Rekonstrukce měla také jinou symboliku, "zlý" Neronův ořešák byl nahrazen blahodárným dubem rodiny Della Rovere. Papežské erby byly umístěny na fasádu a klenby jako „symboly věčného štěstí a ochrany před bleskem“, jak vysvětlil Landucci a pochválil provedení dvou znaků. Dalším důležitým aspektem Sixtovy rekonstrukce bylo, že se z baziliky - prvního kostela pro poutníky přijíždějící do Říma ze severu - stala dynastická památka rodiny Della Rovere. Toto spojení bylo posíleno příbuznými papeže a dalších osobností jeho dvora, kteří si zde kupovali kaple a stavěli si v bazilice hrobky. "Bazilika Santa Maria del Popolo se stala místem okázalého spojení univerzální nadvlády církve s rodinou Della Rovere, stala se takřka totemickým symbolem spojující rodinu Della Rovere s Římem, s jeho velkolepostí a slávou,“ tvrdila Lisa Passaglia Bauman.

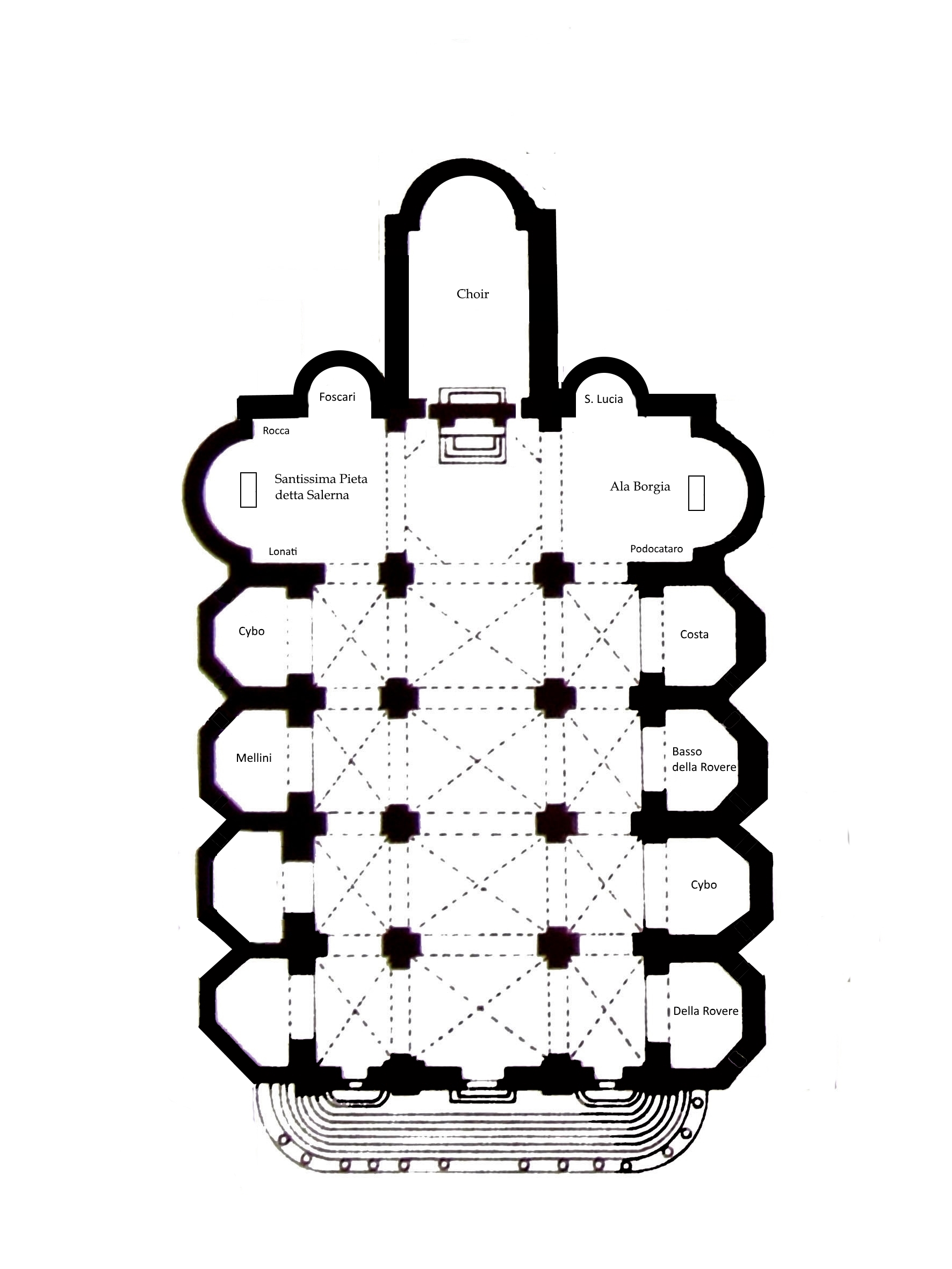
Plán baziliky v původní podobě quattrocento; tvar chóru a transeptu je nejistý

Nový hlavní oltář pro ikonu Madony byl zadán kardinálem Giulianem della Rovere, synovcem papeže, nebo kardinálem Rodrigem Borgia v roce 1473. Další příbuzný, kardinál Domenico della Rovere, koupil dvě kaple na pravé straně. První přeměnil na pohřební kapli a druhou prodal v roce 1488 kardinálovi Jorge da Costaovi. Další papežská rodina, rodina Cybo, jejímž členem byli i papež Bonifác IX. a papež Inocent VIII., koupili druhou kapli napravo v roce 1488 a také třetí kapli nalevo. Třetí kapli vpravo koupil jiný kardinál, synovec papeže Sixta Girolamo Basso della Rovere. V první kapli nalevo leží papežský tajemník biskup Giovanni Montemirabile, který zemřel 1479. Další kardinál Giovanni Battista Mellini, byl pohřben ve třetí kapli nalevo v roce 1478. Dva umělci, kteří byli s tímto obdobím kostela nejvíce spojeni, byli sochař Andrea Bregno a malíř Pinturicchio.
Bazilika si zachovala svůj význam v době vlády papežské rodiny Borgia. Když byl v červnu 1497 zavražděn papežův syn, Juan (Giovanni) Borgia, vévoda z Gandie, tělo bylo pohřbeno do kaple rodiny Borgia. V transeptu byli pohřbeni i další členové rodiny, včetně Vannozzy dei Cattanei, bývalé milenky Alexandra VI. v roce 1518, a papežova sekretáře a lékaře, kardinála Ludovica Podocatara v roce 1504.

### Rekonstrukce Julia II.

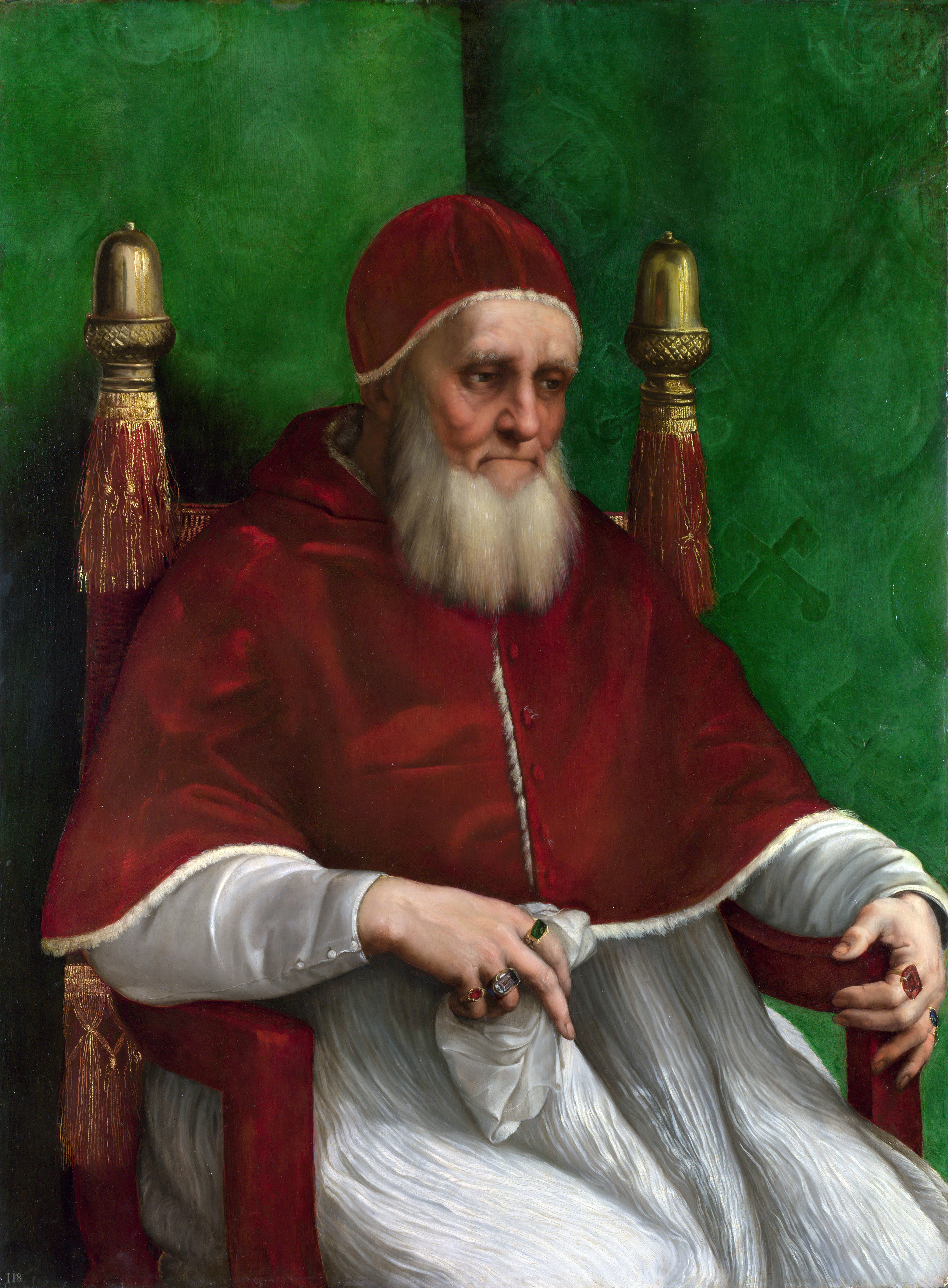
Portrét Julia II. od Rafaela Santi byl původně namalován pro baziliku Santa Maria del Popolo

Se zvolením jiného kardinála z rodiny Della Rovere, Julia II. v roce 1503 se bazilika Santa Maria del Popolo stala opět oblíbeným papežským chrámem. Julius měl vřelý vztah k ikoně Madonny del Popolo, ale také se usilovně věnoval zvyšování slávy své dynastie. Z těchto důvodů pokračoval v díle svého strýce a nad hlavním oltářem nechal postavit v letech 1505 až 1510 nový chór. Projekt byl svěřen jeho oblíbenému architektovi Donato Bramantemu. Chór byl postaven ve stylu vrcholné renesance a byl vyzdoben freskami Pinturicchia na klenbě a vitrážemi Guillaume de Marcillata. Prostor byl také využit jako mauzoleum, kde Andrea Sansovino vybudoval dvě monumentální hrobky pro kardinála Girolamo Basso della Rovere (zemřel 1507), oblíbeného papežova bratrance a kardinála Ascanio Sforzu (zemřel 1505), jeho bývalého soka.
Také Raffael Santi získal důležitou zakázku pro baziliku. Namaloval obraz Madona del Velo (Madona se závojem) a kolem roku 1508 obraz Svatá rodina. Kolem roku 1511 namaloval pro bazliku portrét papeže Julia II. Existují důkazy, že od roku 1540 byly oba obrazy v době velkých církevních svátků vystaveny, jinak byly pravděpodobně uloženy v sakristii. Bohužel v roce 1591 byly oba obrazy odstraněny kardinálem Paolem Emilio Sfondrati, synovcem papeže Řehoře XIV. a později prodány.
Julius II. udělil souhlas bohatému sienskému bankéři Agostino Chigimu, který byl přijat do rodiny Della Rovere, (půjčoval obrovské částky nejen papeži ale i jiným vlivným osobám) aby si v bazilice nechal vybudovat hrobku, která v roce 1507 nahradila druhou boční kapli vlevo. Kaple byla zasvěcena Virgin of Loreto (Panna z Loreta), její kult byl horlivě podporován papeži rodiny Della Rovere. Kapli pro Agostina Chigiho navrhl Raffael a byla částečně dokončena v roce 1516. Dlouhou dobu však zůstala nedokončená. I přesto tento ambiciózní projekt vytvořil silné pouto mezi bazilikou a rodinou Chigi, které trvalo až do 17. století.
V juliánské době se kostel stal opět místem důležitých papežských obřadů. Papež Julius II.zde zahájil svou první kampaň 26. srpna 1506, a když se po úspěšné severoitalské válce vrátil do Říma, strávil noc 27. března 1507 v klášteře Santa Maria del Popolo. Následujícího dne celebroval Julius na Květnou neděli slavnou mši v tomto kostele, který byl vyzdoben palmovými a olivovými ratolestmi. Po obřadu následoval papežův triumfální vstup do města. Dne 5. října 1511 byla v bazilice slavnostně vyhlášena Svatá liga proti Francii. Dne 25. listopadu 1512 bylo v tomto kostele za přítomnosti padesáti dvou diplomatických vyslanců a patnácti kardinálů rovněž oznámeno spojenectví papeže s císařem Svaté říše římské Maximiliánem I.. Papež také navštěvoval baziliku i ze soukromých důvodů, například když se počátkem září 1508 modlil k Madoně del Popolo za uzdravení svého oblíbeného synovce Galeotto Franciotti della Rovere.

### Martin Luther

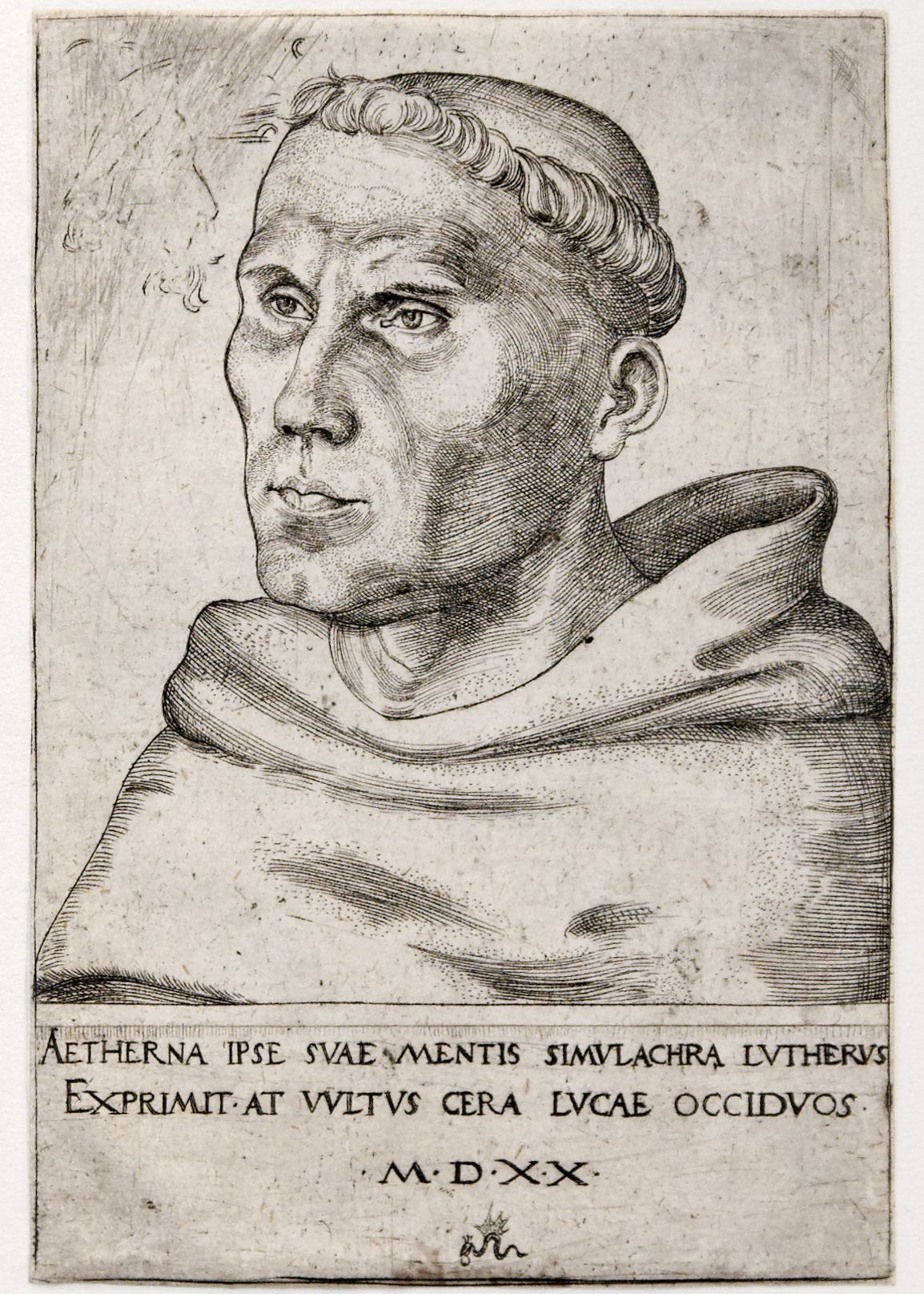
Luther jako augustiniánský mnich

Cesta Martina Luthera do Říma jako mladého augustiniánského mnicha je slavnou epizodou jeho životního období před reformací. Přestože se jeho pobyt ve městě stal legendou, okolnosti a podrobnosti této cesty jsou kvůli nedostatku autentických zdrojů překvapivě nejasné. Dokonce i tradiční datum (1510/11) bylo nedávno zpochybněno, když Hans Schneider uvedl, že Luther navštívil Řím o rok později, v roce 1511/12.
Je jisté, že tato cesta byla spojena se sporem mezi kláštery augustiniánského řádu ve Svaté říši římské a jejich navrhovaným spojením s lombardskou kongregací. Podle tradičního datování dorazil Luther do Říma mezi 25. prosincem 1510 a lednem 1511. Jeho životopisec Heinrich Böhmer předpokládal, že mladý mnich pobýval v klášteře Santa Maria del Popolo. Tento předpoklad zpochybňovali novější životopisci, kteří tvrdili, že napjatý vztah mezi lombardiánskou kongregací a správou augustiniánského řádu způsobil, že klášter Santa Maria del Popolo nebyl vhodným ubytováním pro Luthera, který se snažil získat přízeň představitelů vlastního řádu. Ať je to jakkoli, Luther, který strávil čtyři týdny v Římě, jistě navštívil jediný augustiniánský klášter ve městě a jeho slavný poutní kostel, oblíbený panujícím papežem.

### Bazilika jako farní kostel

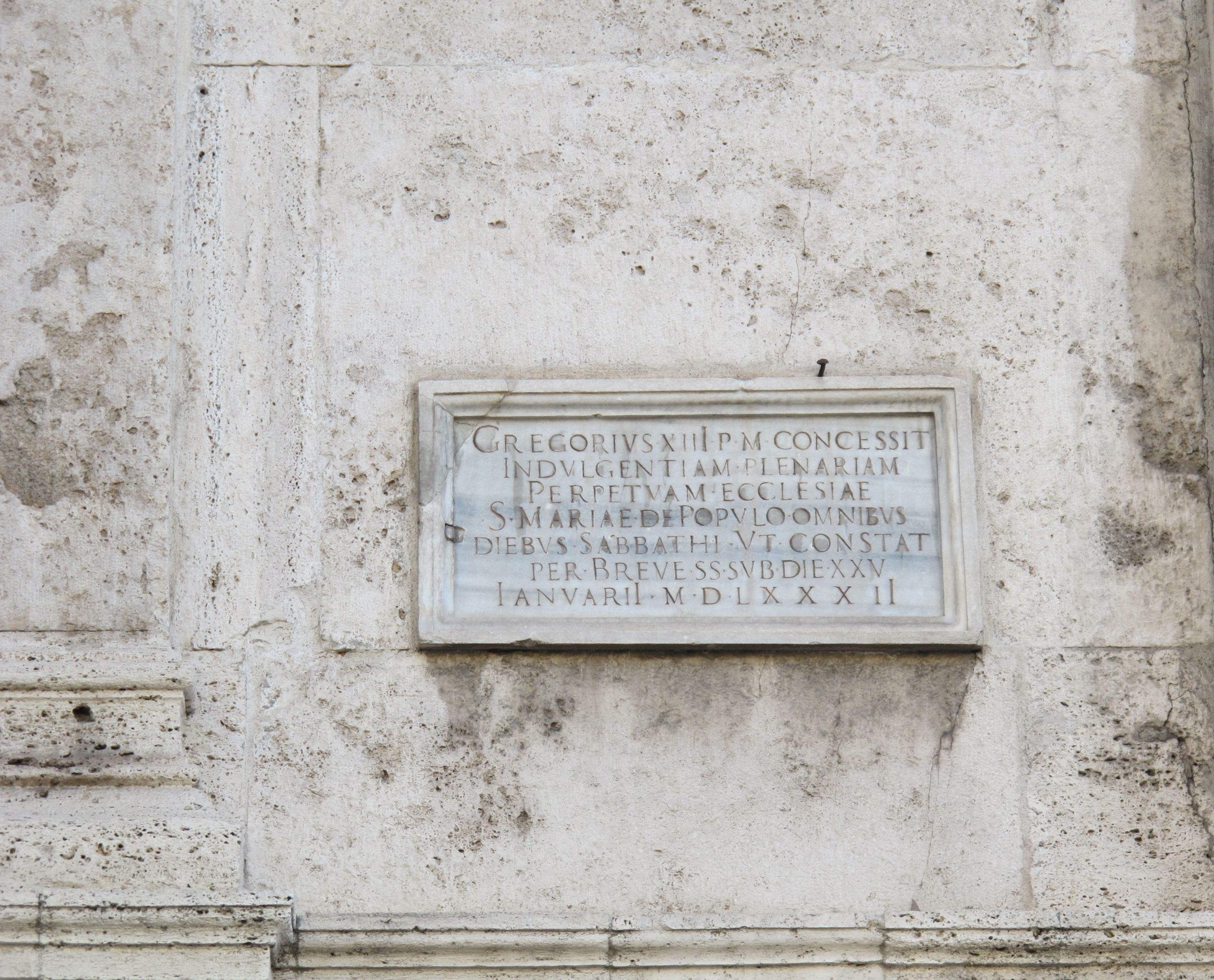
Nápis připomínající odpustky, které papež Řehoř XIII. vyhlásil v roce 1582

Po éře rodiny Della Rovere bazilika ztratila prominentní roli kostela oblíbeného papeži, stále ale zůstávala jedním z nejdůležitějších poutních kostelů Říma. Například 23. listopadu 1561 papež Pius IV. uspořádal slavnostní průvod od Baziliky Svatého Petra k bazilice Santa Maria del Popolo u příležitosti pokračování Tridentského koncilu. Stavební práce v kapli rodiny Chigi pokračovaly pomalým tempem až do roku 1550. Poslední významnou renesanční stavbou v bazilice Santa Maria del Popolo byla Kaple Theodoli nebo Kaple sv. Kateřiny (italsky: Cappella Theodoli, Cappella di Santa Catarina del Calice) vybudovaná v letech 1555 až 1557. Kaple je významnou památkou římského manýrismu. Přestože není tak známá jako některé jiné boční kaple tohoto kostela, je významným dílem Giulia Mazzoniho. Umělec jí vyzdobil bohatou štukovou a freskovou výzdobou.
Zároveň se bazilika stala farním kostelem. Papež Pius IV. založil 1. ledna 1561 farnost Svatého Ondřeje a připojil ji k augustiniánskému převorství. Péče o novou farnost byla svěřena mnichům a papež Pius V. přesunul sídlo farnosti do Santa Maria del Popolo. Farnost stále existuje a stará se o jižní část okresu Flaminio, Pincian a nejsevernější část historického centra kolem Piazza del Popolo v Římě. Bazilika byla vysvěcena jako titulární kostel dne 13. dubna 1587 papežem Sixtem V. Prvním kardinálem se stal Tolomeo Gallio. Papež Sixtus V. také posílil liturgický význam baziliky. Bulou z 13. února 1586 zvýšil význam baziliky. Určil ji jako místo oživení starodávného zvyku eucharistické oslavy katolické církve (ital.: La messa stazionale. Jednalo se o mši, kterou tradičně slavil papež za účasti velkého počtu biskupů, presbyterů, jáhnů, subdiakonů, akolytů a prostého lidu.) Stejný papež zahrnul kostel mezi sedm poutních míst v Římě. Nahradil tak nevhodně umístěnou baziliku svatého Šebestiána za hradbami.
V dubnu 1594 nařídil papež Klement VIII. odstranit z baziliky hrobku Vannozza dei Cattanei, milenky Alexandra VI, protože usoudil, že rodina Borgiů je skvrnou na historii katolické církve a všechny upomínky na tuto rodinu musí zmizet.

### Caravaggio a rekonstrukce kaple rodiny Chigi

Ukřižování svatého Petra od Caravaggia

Dne 8. července 1600 monsignor Tiberio Cerasi, generální pokladník papeže Klementa VIII., zakoupil právo užívání staré kaple rodiny Foscari v levé části transeptu a kapli zbořil. Novou kapli pro rodinu Cerasi navrhl Carlo Maderno v letech 1600 až 1601. Kaple byla vyzdobena dvěma velkými barokními plátny Caravaggia, obrazem Obrácení svatého Pavla a Ukřižování svatého Petra. Jedná se o nejdůležitější umělecká díla v bazilice a vrcholná díla západního umění. Významný je také obraz nad oltářem od Annibale Carracci Nanebevzetí Panny Marie.
Během první poloviny 17. století neprobíhaly v bazilice žádné další významné stavební práce. V postranních kaplích bylo vybudováno několik barokních hrobek, z nichž nejznámější je hrob kardinála Giovanniho Garzie Melliniho od Alessandra Algardi z let 1637-38. Melliniho kapli vyzdobil dvěma pozoruhodnými freskovými cykly Giovanni da San Giovanni, známý také jako Giovanni Mannozzi. Kapli Cybo-Soderini vymaloval Pieter van Lint v roce 1630.
Významnější stavební práce v bazilice začaly v roce 1652, kdy se kardinál Fabio Chigi stal v knězem zdejšího kostela. Okamžitě zahájil rekonstrukci zanedbané kaple rodiny Chigi, kterou vyzdobil Gian Lorenzo Bernini. V roce 1655 byl Fabio Chigi zvolen papežem jako Alexander VII. Osobně dohlížel na postup práce, baziliku navštívil 4. března 1656, 10. února a 3. března 1657. Díky osobní kontrole práce pokračovala rychle, kaple byla dokončena v polovině roku 1657. Přesto poslední Berniniho socha byla v kapli umístěna až v roce 1661.

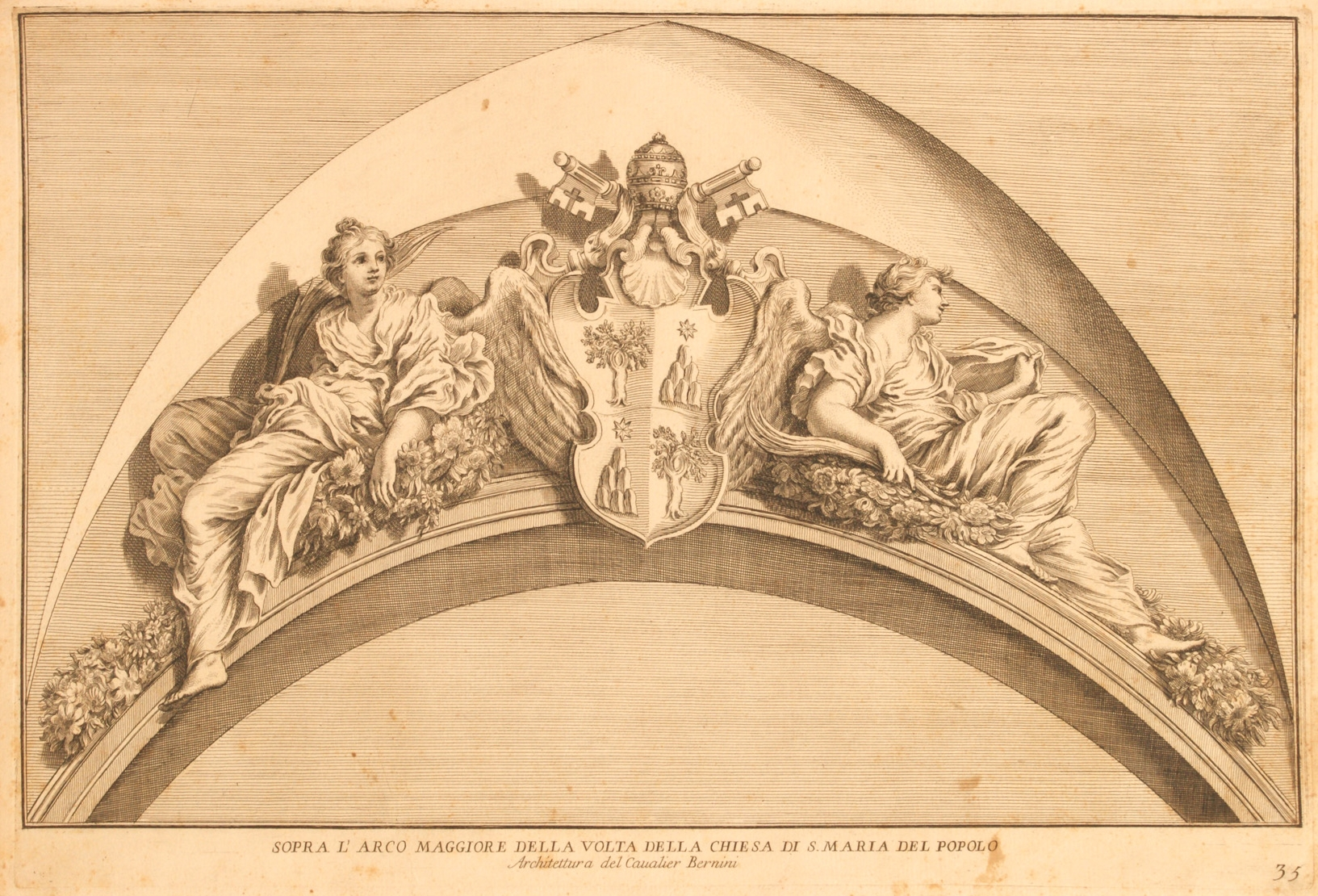
Erb papeže Alexandra VII. v hlavní lodi, sochař Antonio Raggi

Alexandr VII. svěřil Berninimu úkol přestavět starou baziliku do barokního stylu. V březnu 1658 Alexander VII. shlédl výsledek rekonstrukce ve společnosti architekta. Jednalo se o přestavbu významnou, charakter quattrocento baziliky byl změněn. Bazilika také dostala novou fasádu, hlavní loď větší okna a do interiéru byly přidány sochy, fresky a štuková výzdoba. Také byl postaven nový hlavní oltář. V příčné lodi, kde byla zbořena stará kaple rodiny Borgiů, byly postaveny dva boční oltáře a varhany. Erb, symboly a nápisy oslavující rodinu Chigiů a papeže byly všude.
Berniniho přestavbou dostala bazilika v podstatě konečnou podobu. Poslední přestavba proběhla během pontifikátu Innocence XI. Jeho státní tajemník, kardinál Alderano Cybo nechal zbořit starou rodinnou kapli (druhá vpravo) a na jejím místě dal mezi lety 1682 a 1687 postavit honosnou barokní kapli rodiny Cybo podle návrhu Carlo Fontany. Velkou kapli s klenutým stropem vyzdobily svými obrazy malíři Carlo Maratta, Daniel Seiter a Luigi Garzi. Kaple je považována za jednu z nejvýznamnějších sakrálních památek postavených v Římě v poslední čtvrtině 17. století.

### Poslední přestavba

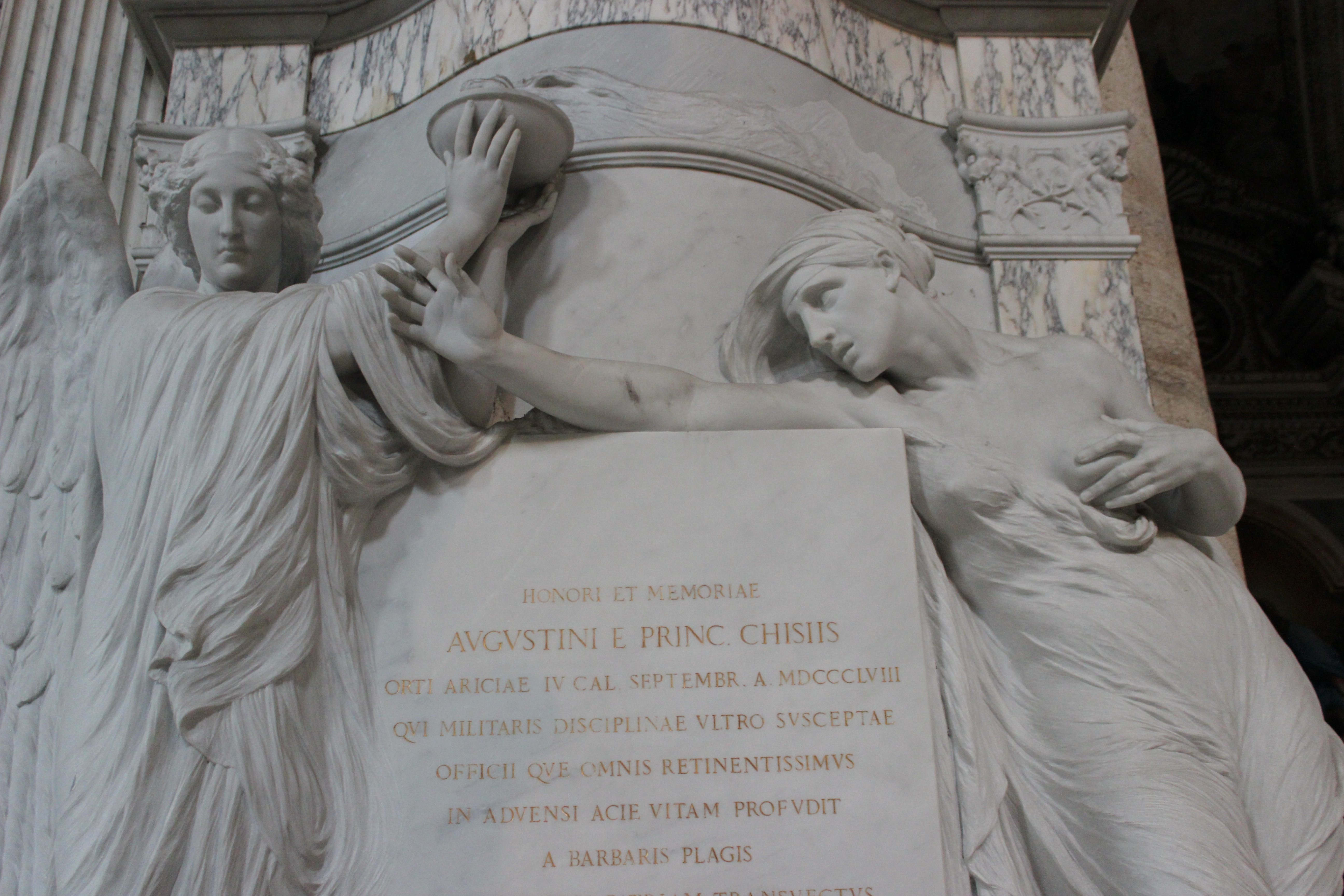
Kaple Agostina Chigiho z roku 1915 byla poslední monumentální hrobkou

Za vlády papeže Klementa XI. byla bazilika Santa Maria del Popolo dějištěm velkolepého obřadu. Dne 8. září 1716 požehnal papež čtyřmetrový meč zdobený papežskými erby, který poslal jako dar princ Eugen Savojský, velitel císařské armády poté, co princ vyhrál bitvu u Petrovaradína proti Osmanům v rakousko-turecké válce (1716–1718)).
Největším přírůstkem baziliky z 18. století je velkolepá hrobka princezny Marie Flaminie Odescalchi Chigi, mladé manželky Dona Sigismonda Chigi Albani della Rovere, postavená podle návrhu Paola Posiho v roce 1772. Monument je někdy nazýván „poslední barokní hrobka v Římě“. Pro 19. století už v bazilice mnoho místa nezbylo. Přesto došlo k menším stavebním úpravám: kaple Cybo-Soderini byla obnovena v roce 1825, kaple Feoli byla obnovena, kompletně přestavěna v novorenesančním stylu v roce 1857 a monumentální secesní hrobku Agostina Chigiho postavil v roce 1915 Adolfo Apolloni. Poté se pravidelně prováděly pouze opravy a restaurování; první důležitý moderní zásah provedl Antonio Muñoz v roce 1912 s cílem „obnovit kostel v jeho krásném quattrocento charakteru“ a odstranil mnoho barokních doplňků v lodi a transeptu.
Pohled na baziliku se zásadně změnil v letech 1816 až 1824, kdy Giuseppe Valadier vyprojektoval monumentální neoklasicistní náměstí Piazza del Popolo na přání papeže Pia VII. Starý klášter augustiniánů byl zbořen, rozsáhlé zahrady byly zrušeny a nový klášter byl postaven na mnohem menším půdorysu v neoklasicistním stylu. Nový klášter zakryl pohled na celou pravou stranu baziliky z postranními kaplemi i základnu zvonice.

## Exteriér

### Fasáda

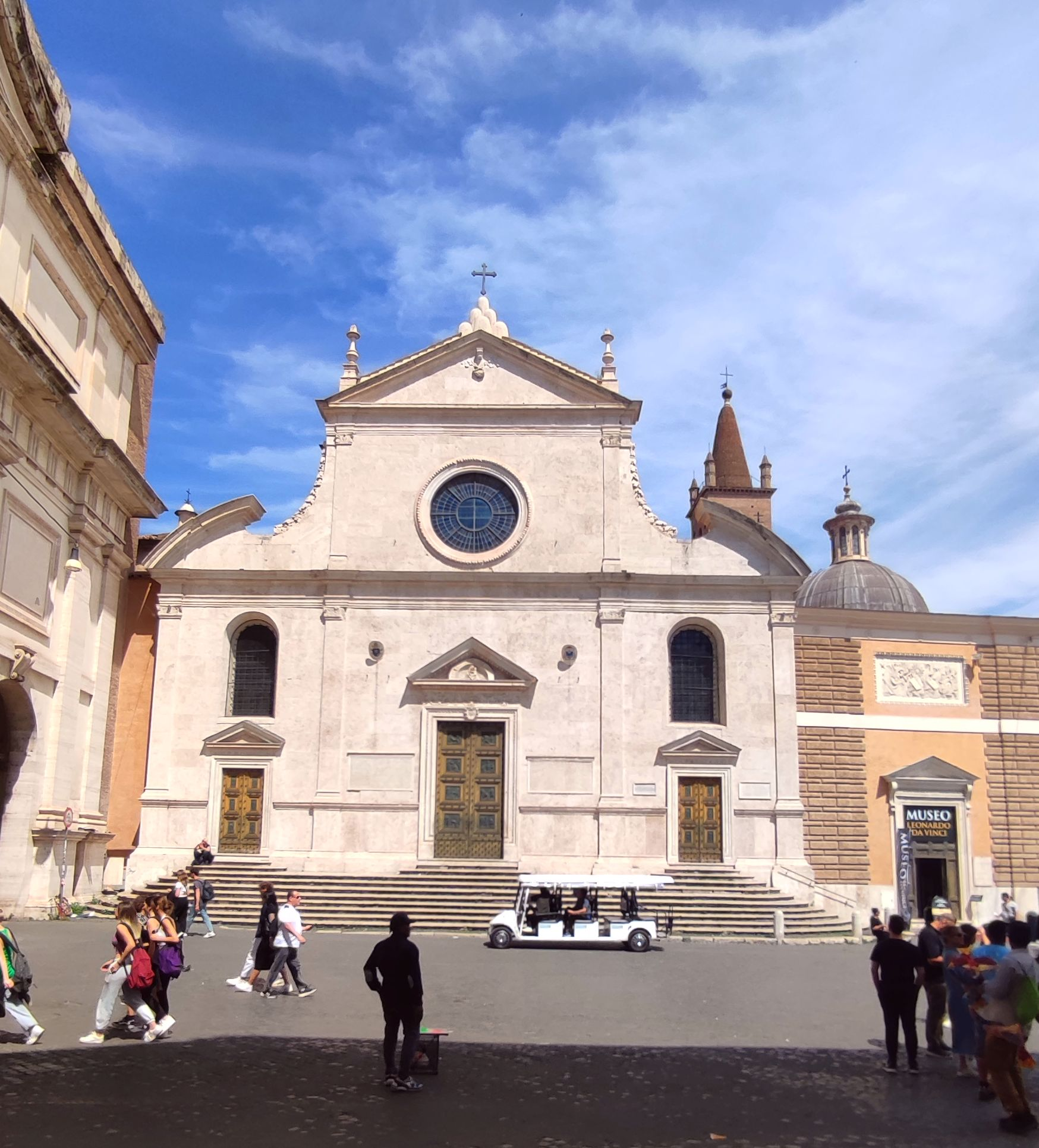
Západní průčelí baziliky z bílého travertinu po rekonstrukci z let 2023-2024

Fasáda byla provedena v raně renesančním stylu v 70. letech 14. století, kdy byl středověký kostel přestavěn papežem Sixtem IV. Později jej v 17. století přebudoval Gian Lorenzo Bernini, ale podle dochovaných dokumentů si mnohé prvky zachovaly svou původní podobu. včetně veduty Giovanniho Maggiho z roku 1625.
Architektonický návrh je často přičítán Andreu Bregnovi, ale rozhodující důkazy chybí. Podle Ulricha Fürsta se architekt zaměřil na dokonalé proporce a také na mistrovské omezení v detailech. „Tímto způsobem se mu podařilo navrhnout nejlepší fasádu kostela v raně renesančním Římě.“

### Rekonstrukce
Generální oprava stavby a jejího zařízení probíhá v letech 2023-2024 s plánovaným znovuotevřením baziliky v prosinci 2024.

### Papežské buly Sixta IV.
Na dvou stranách hlavního vchodu jsou dva nápisy, které citují dvě buly papeže Sixta IV.
První: ze dne 7. září 1472, který začíná slovy „Ineffabilia Gloriosae Virginis Dei Genitricis“, odpuštění všech hříchů věřícím obou pohlaví, kteří navštíví kostel ve dnech slavnostních mší: Neposkvrněného početí, Narození, Zvěstování, Navštívení, Očištění a Nanebevzetí Panny Marie.
Druhý: ze dne 12. října 1472 začíná slovy „A Sede Apostolica sunt illa benigno favore concedenda“, ve kterém potvrdil odpustky udělené bývalými papeži.

### Zvonice

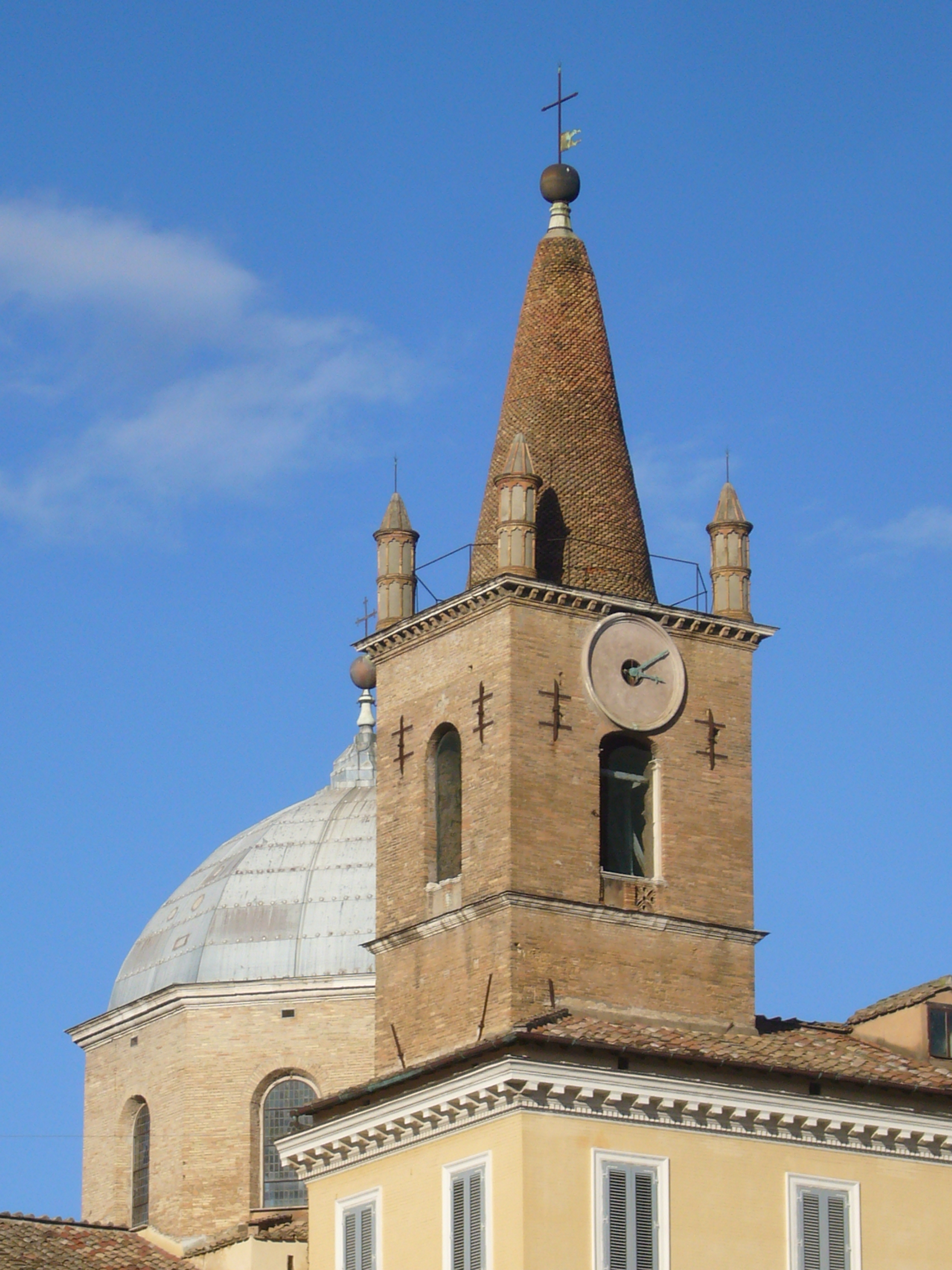
Dóm s osmibokou kupolí, zázračná ikona Madony del Popolo byla umístěna přímo ve středu svatyně.

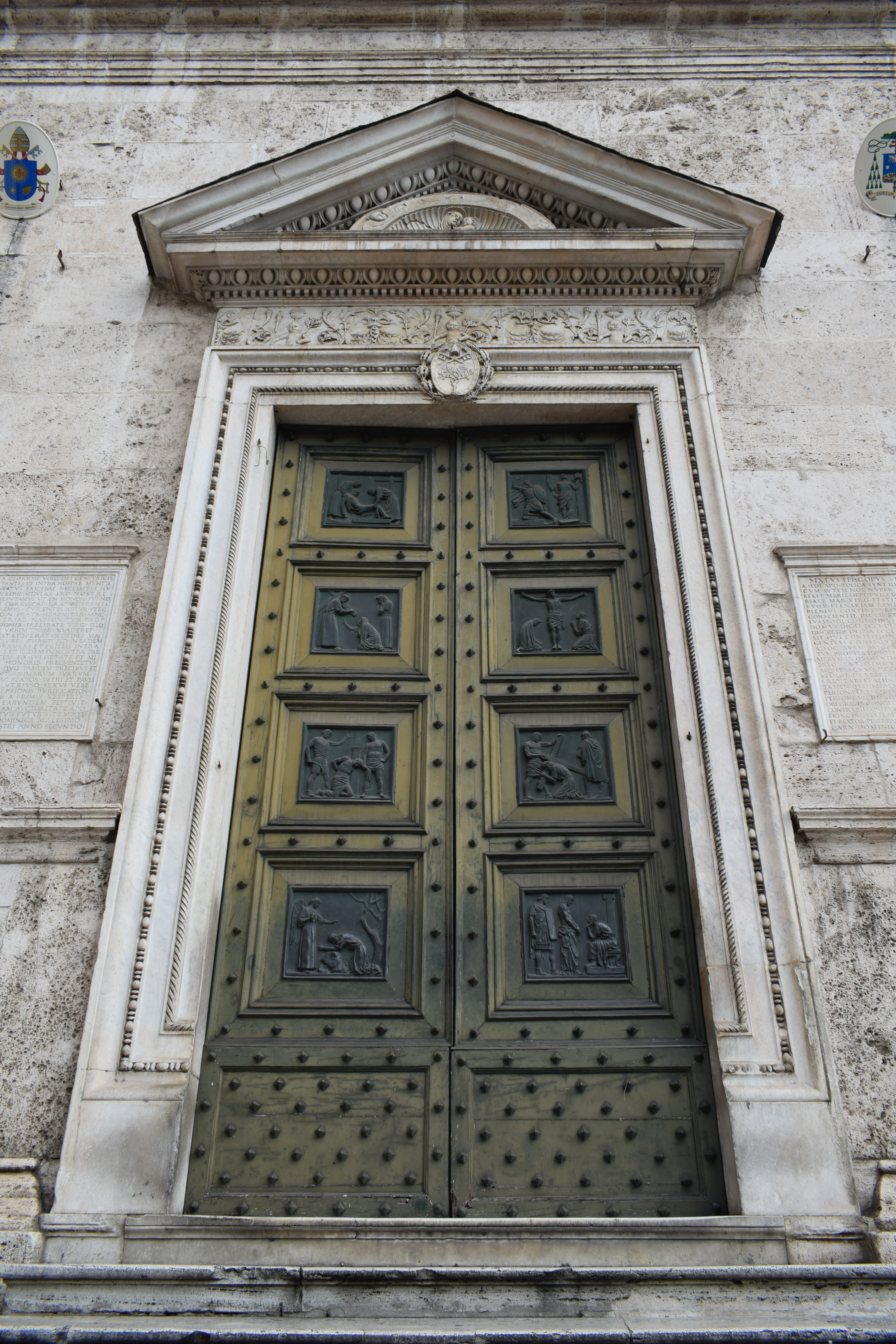
Hlavní dveře baziliky

Zvonice z 15. století je umístěna na konci pravé lodi. Později byla stavba začleněna do neoklasicistního kláštera. Vysoká cihlová věž byla postavena v severoitalském stylu, což bylo v té době v Římě neobvyklé, ale pravděpodobně vyhovovalo vkusu lombardského sboru. Kruhové hodiny na jižní straně jsou pozdějším doplňkem. Hodiny jsou viditelně předimenzovány pro prostor mezi oknem a římsou; v 18. století byly instalovány níže na stejné straně věže. Další řada klenutých oken na této úrovni byla zazděna již ve druhé polovině 17. století.

### Dveře
Troje dřevěné dveře jsou zdobeny bronzovými reliéfy od kalábrijského sochaře Michele Guerrisiho z roku 1963. Na panelech hlavních dveří jsou výjevy z Ježíšova života a smrti, zatímco reliéfy bočních dveří ilustrují vybrané biblické pasáže. Výzdoba dveří byla součástí Berniniho přestavby kostela v 17. století. Architektura je jednoduchá s mramorovým rámem kolem monumentálních dveří, zdobenou římsou, segmentovým klenutým štítem a dedikačním nápisem připomínajícím velkou přestavbu kostela, kterou zahájil papež Alexander VII. ještě jako Fabio Chigi, kardinál a kněze baziliky a její vysvěcení v roce 1655 , kdy baziliku jako nově zvolený papež vysvětil: ALEXANDER · VII · P · M / FABII · CHISII · OLIM · KARTA / TITULARI · AEDE · ORNATA / SUI · PONTIF · PRIMORDIA / ANTIQAE · PIETATI / IN · BEATAM · VIRGINEM / CONSECR · A · D · MDCLV.

## Interiér

### Loď
Kostel Santa Maria del Popolo je renesanční bazilika. Původní architektura z 15. století byla do značné míry Berninim zachována. Přidal pouze silnou kamennou římsu a oblouky ozdobil dvojicemi bílých štukových soch zobrazujících ženské světice. První dvě sochy vpravo a vlevo jsou sochy zakladatelů, ostatní zobrazují raně křesťanské světce a mučedníky. Jejich jména jsou napsána pozlacenými písmeny. Křížové klenby zůstaly nedekorované a bílé. Základní kameny v lodi a transeptu jsou zdobeny erby papeže Sixta IV. a Alexandra VII.. Bernini původně plánoval vyplnit mezery mezi okny a oblouky sochami klečících andělů. Tyto postavy se objevují v několika kresbách skicáře z jeho dílny, ale v roce 1655 Bernini změnil názor a na římsy umístil sochy světic. Pohled věřícího je tak veden k obrazu Panny Marie na hlavním oltáři. Sochy pravděpodobně navrhl sám Bernini. Práci provedli sochaři jeho dílny v období od srpna do prosince 1655.

### Transept
Architektura transeptu má stejné křížové klenby a polosloupy quattrocenta jako hlavní loď a je zakončena půlkruhovými apsidami se segmentem zaklenutými okny, které navrhl Bernini, stejně jako oba boční oltáře a prospekt varhan, nesený plastikami andělů od sochaře Antonia Raggi; obklady stěn jsou složeny z barevných mramorů technikou pietra dura.
- Oltářní obraz Navštívení Panny Marie na pravém bočním oltáři namaloval v roce 1659 Giovanni Maria Morandi, oblíbený portrétista rodiny Chigi, pro vévodu Francesca Maria Salviatiho v roce 1657. Studie pro cherubíny držící věnec růží v levém dolním rohu se dochovala v Museu der bildenden Künste v Lipsku. Oltářní architekturu se sochami andělů tesal sochař Gabriele Renzi kolem roku 1658.
- Oltářní obraz  Svaté rodiny na levém oltáři namaloval Bernardino Mei ze Sieny kolem toku 1658 pro papeže Alexandra VII. Nezobrazuje obvyklé schéma útěku Svaté rodiny do Egypta, ale setkání s andělem, který kalichem upozorňuje na budoucí Kristovu oběť.
- Varhany v letech 1499–1500 postavil Stefan Pavoni, „magister organorum“ z Salerna; byly zdobeny erbem papeže Alexandra VI., který pravděpodobně přispěl na jejich stavbu. Během Berniniho rekonstrukce varhany přestavěl varhanář Giuseppe Testa, který také vytvořil nové varhany pro levý transept. Oba nástroje již dávno zmizely a na místě zůstal pouze varhanní rejstřík v pravém transeptu. Pro levý transept vyrobil moderní varhany Carlo Vegezzi Bossi. Slavnostně byly uvedeny do provozu 23. května 1906.[34]

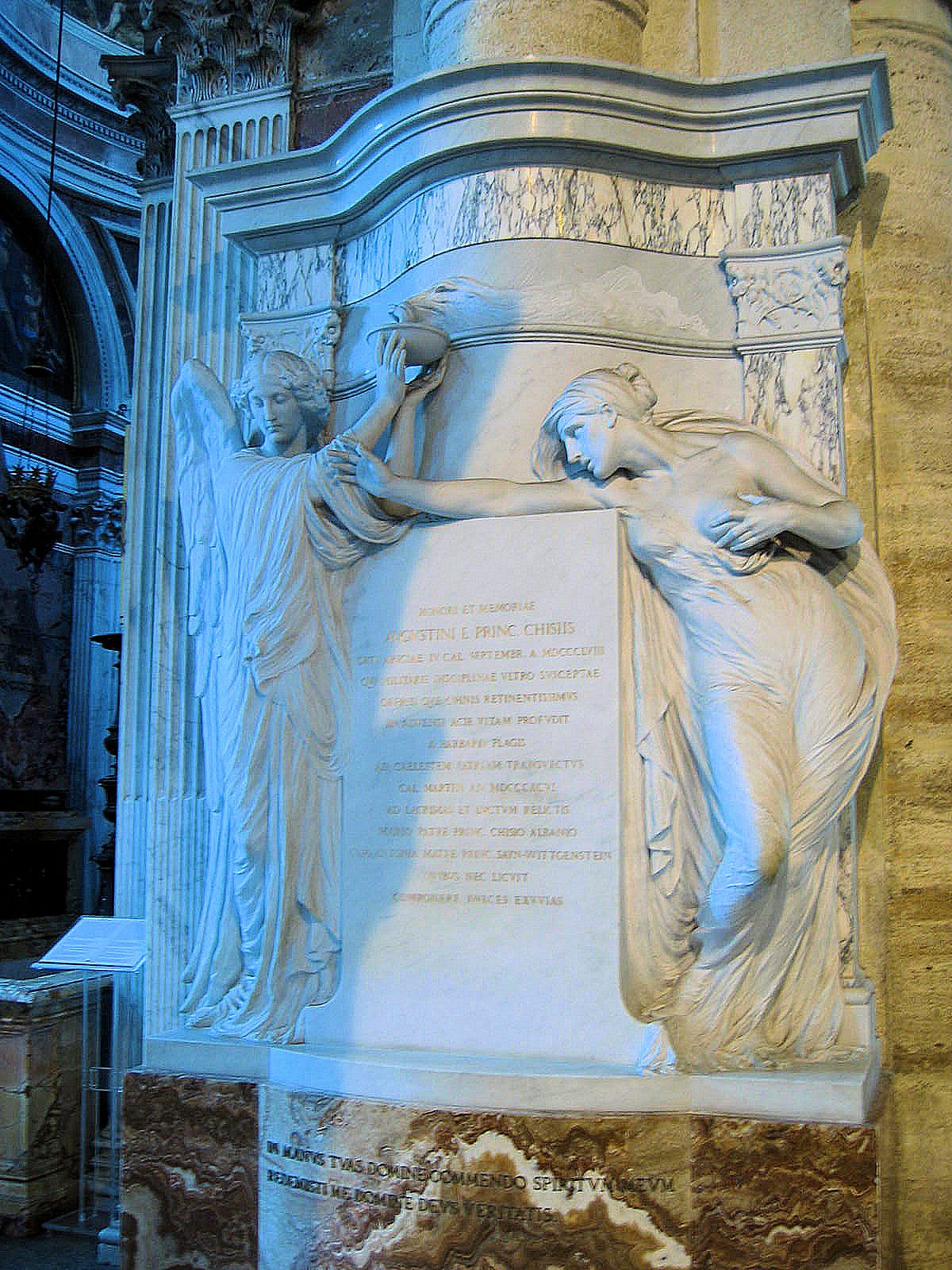
Náhrobek Agostina Chigi, autor Adolfo Apolloni, 1915
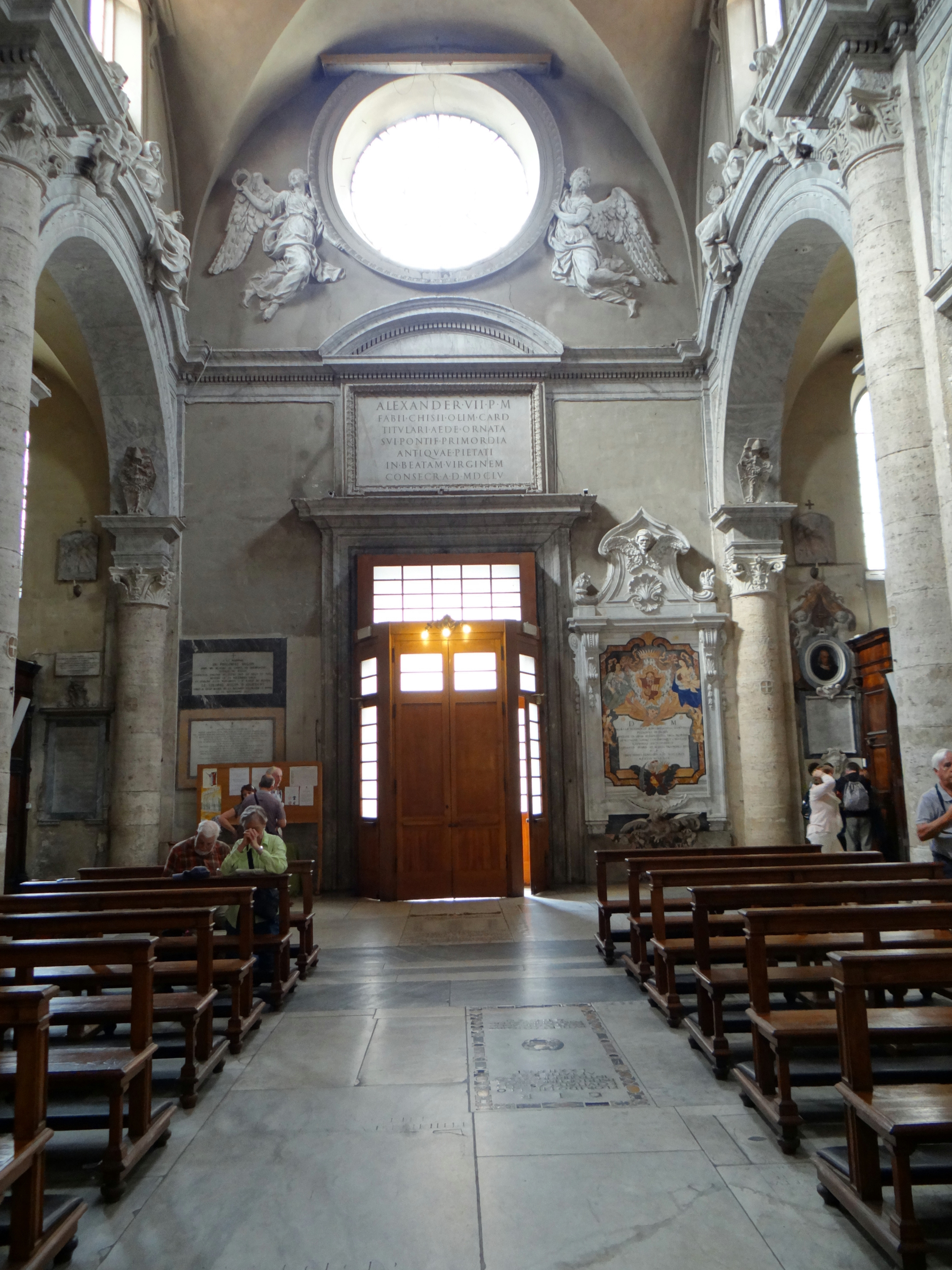
Stěna s vchodem a dedikací papeže Alexandra VII., Ercole Ferrata (1655-58)
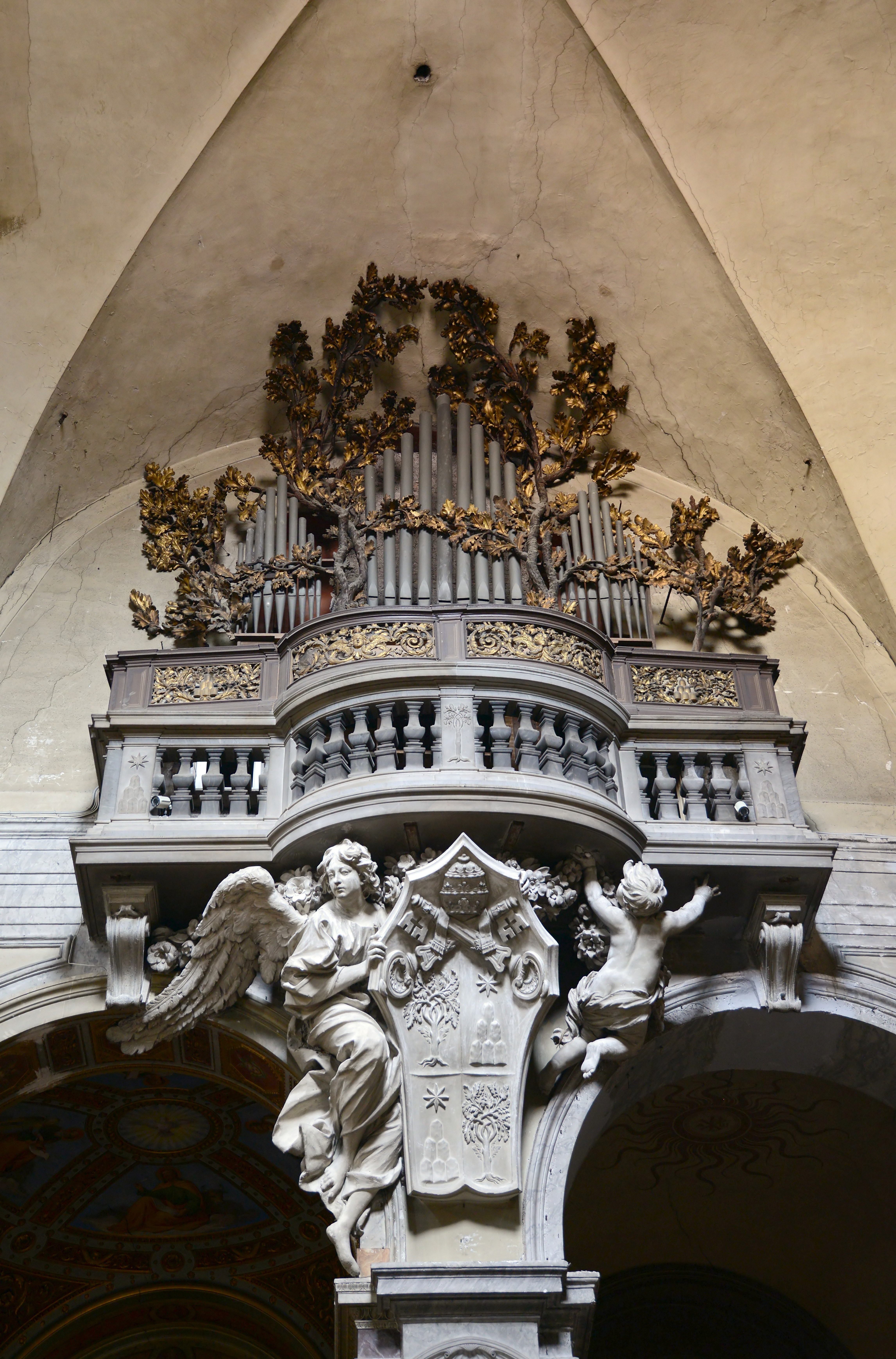
Varhany v pravém transeptu
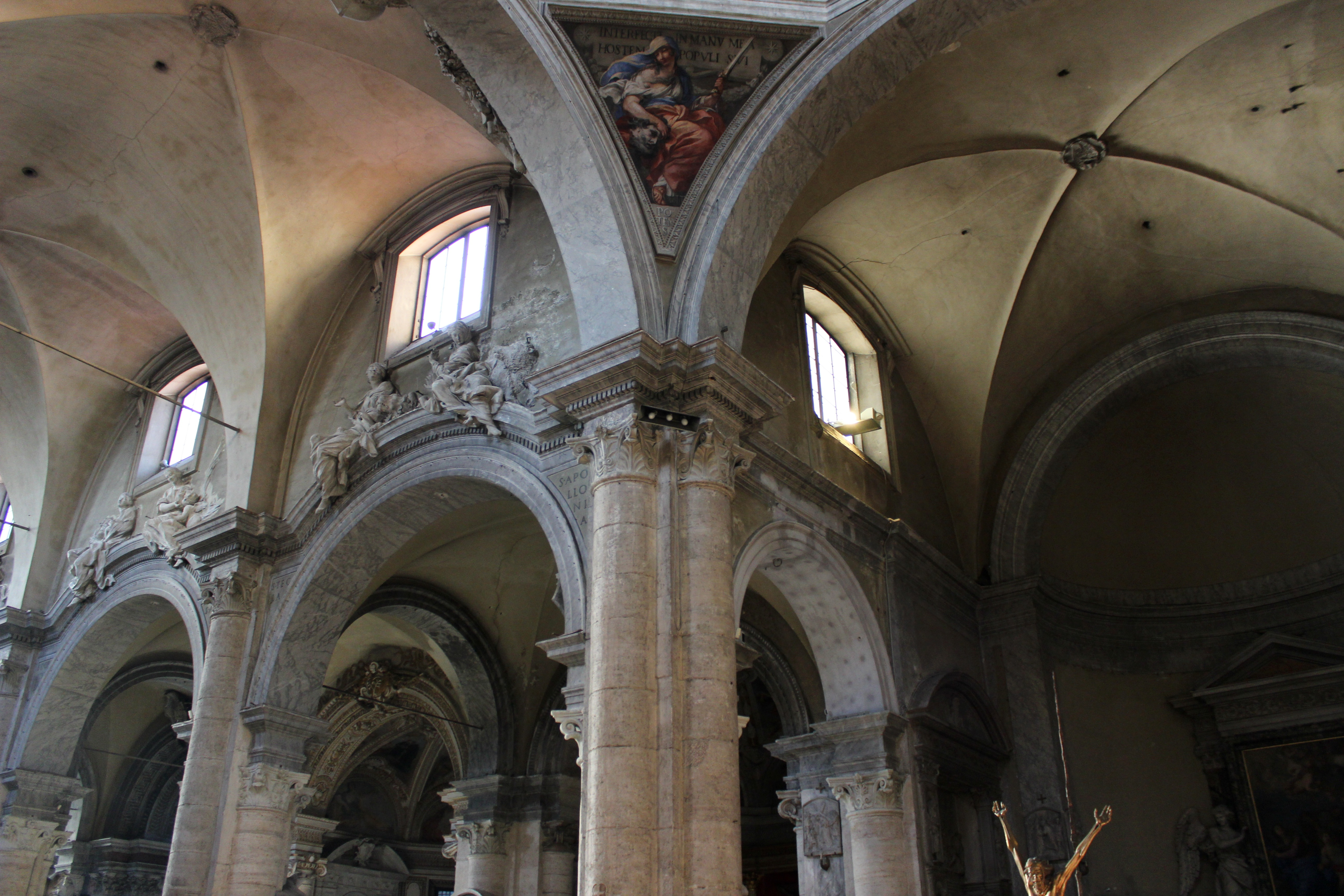
Křížení lodi a transeptu
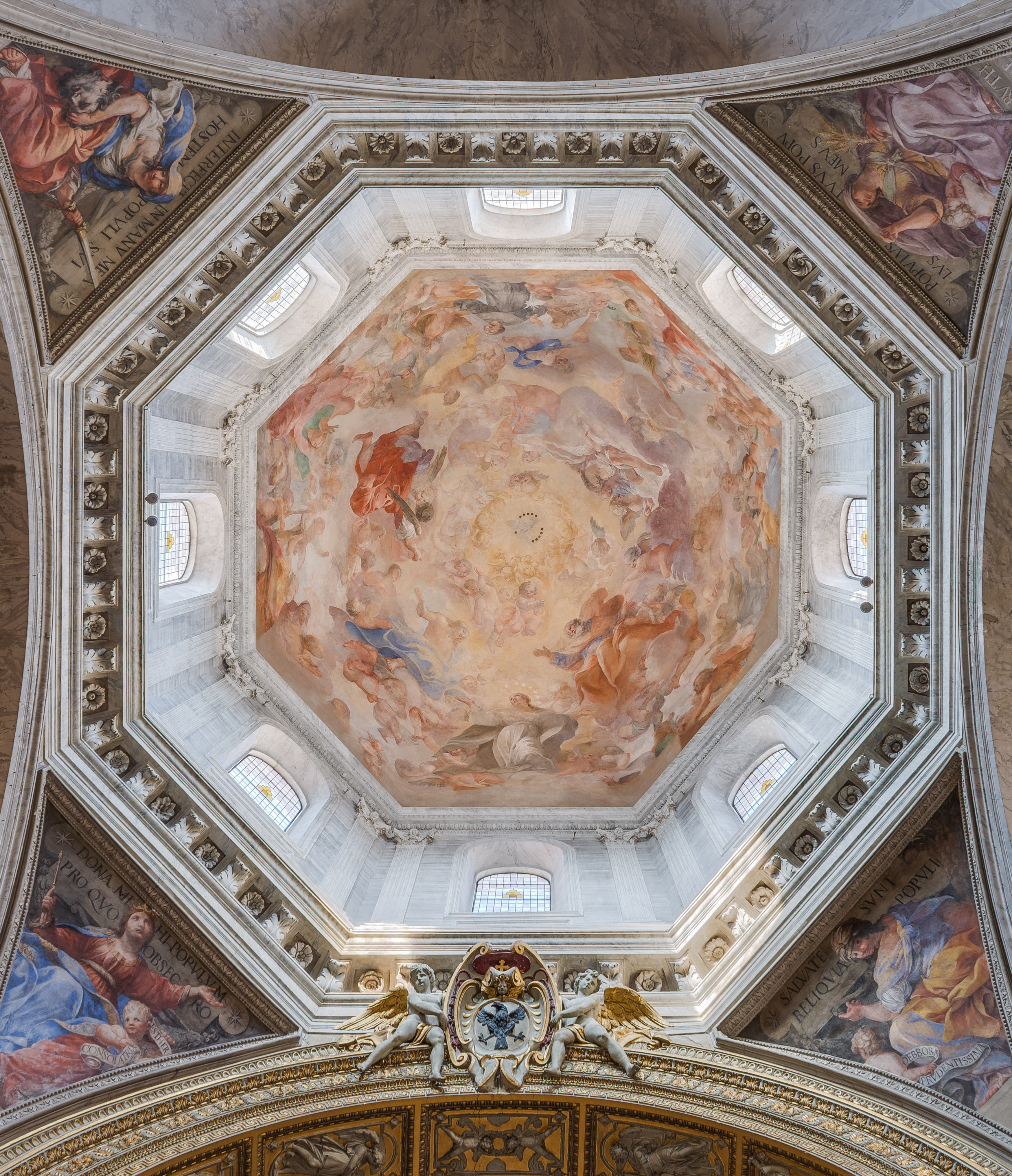
Klenba kupole, Donato Bramante
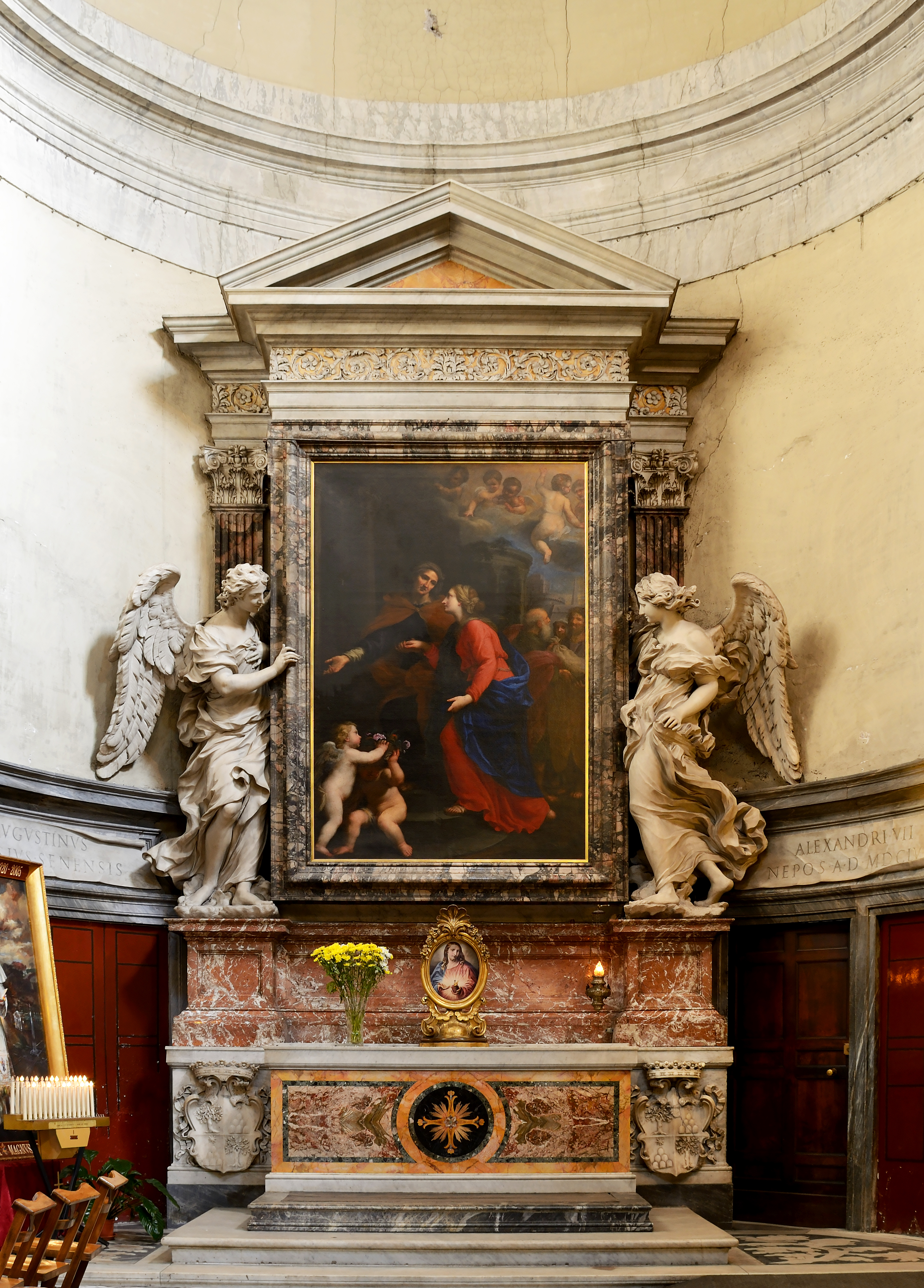
Oltář Navštívení v pravém transeptu
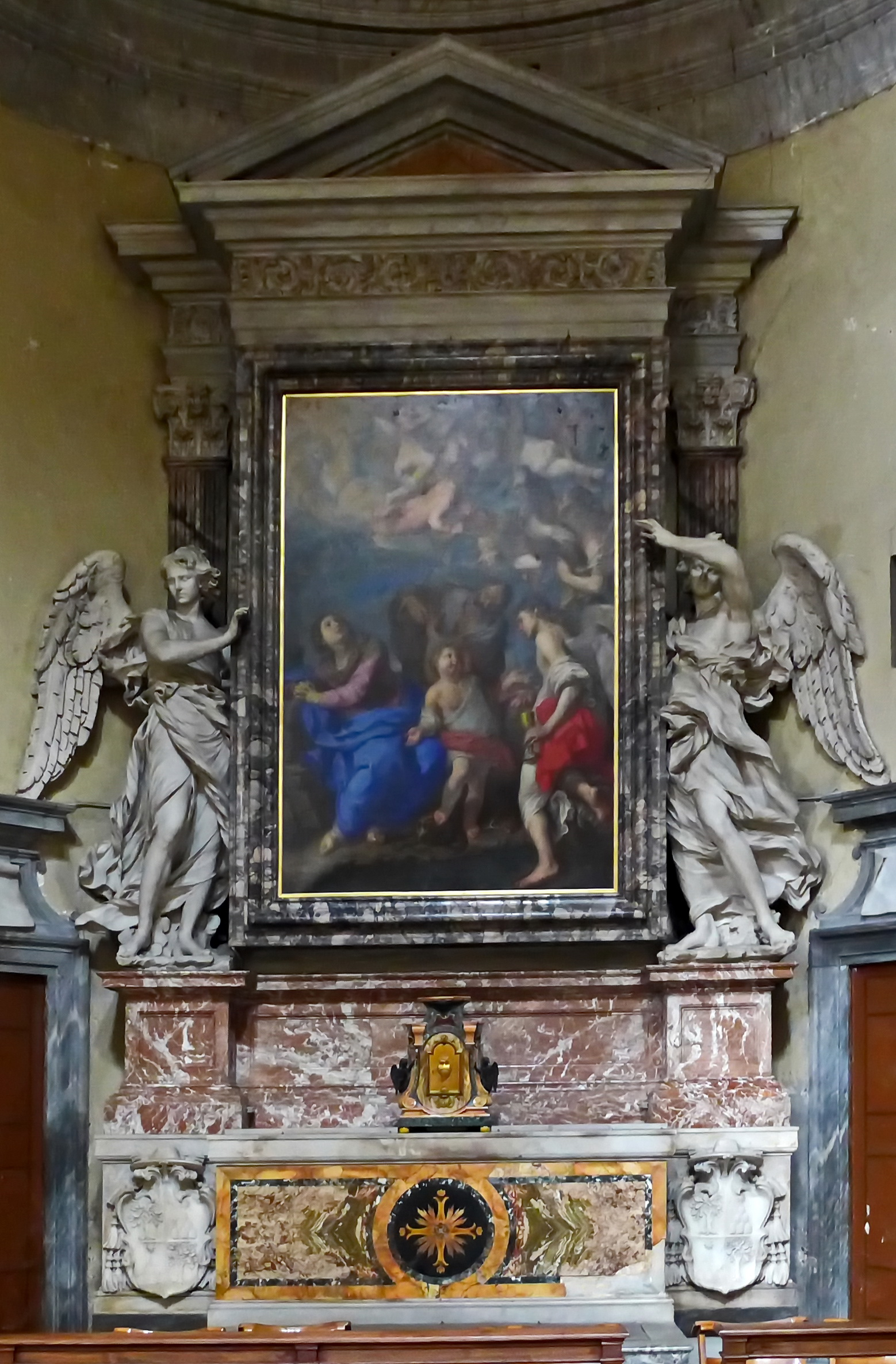
Oltář Svaté rodiny v levém transeptu
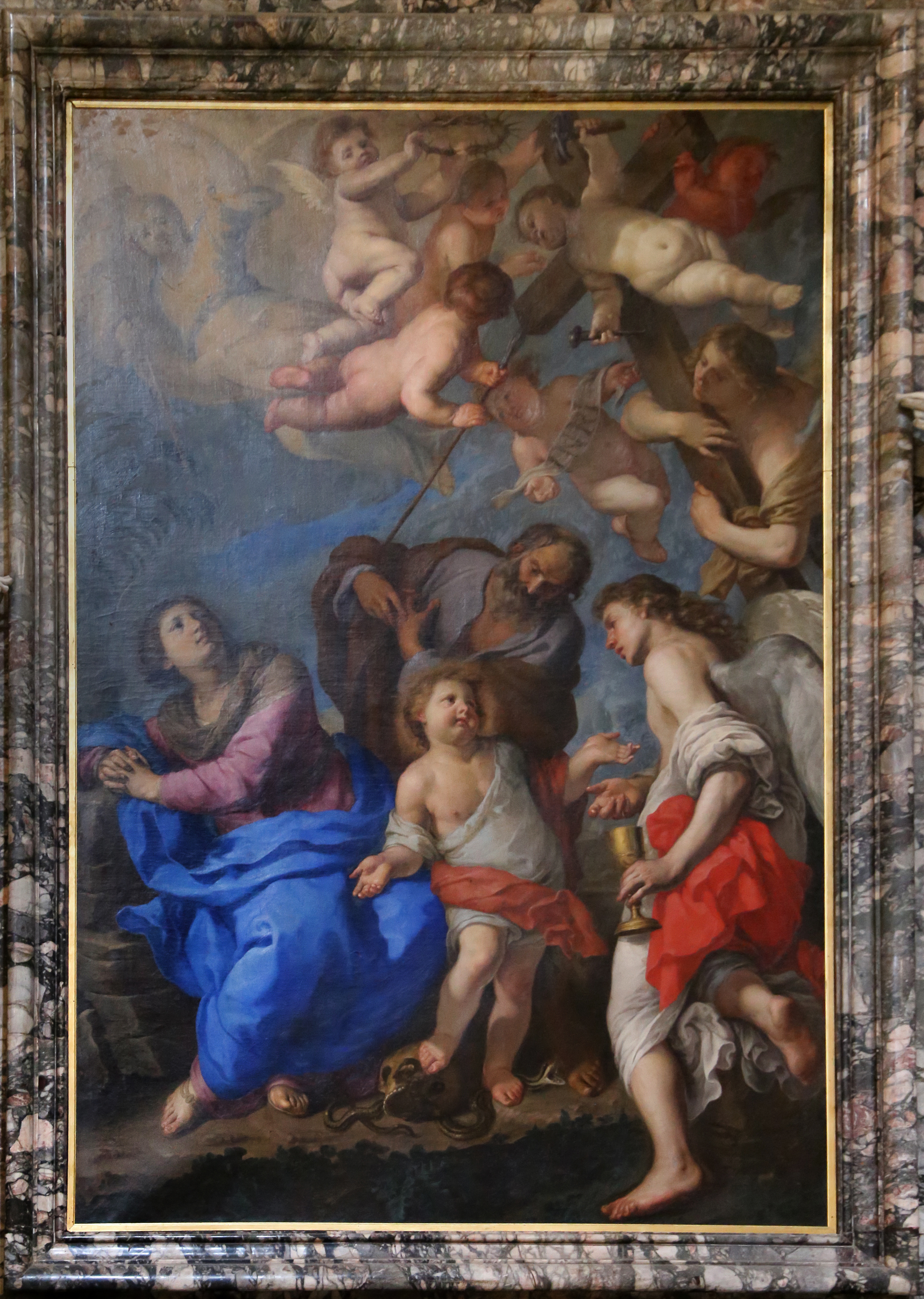
Bernardino Mei: Svatá rodina

## Kaple
- 1. Kaple Della Rovere

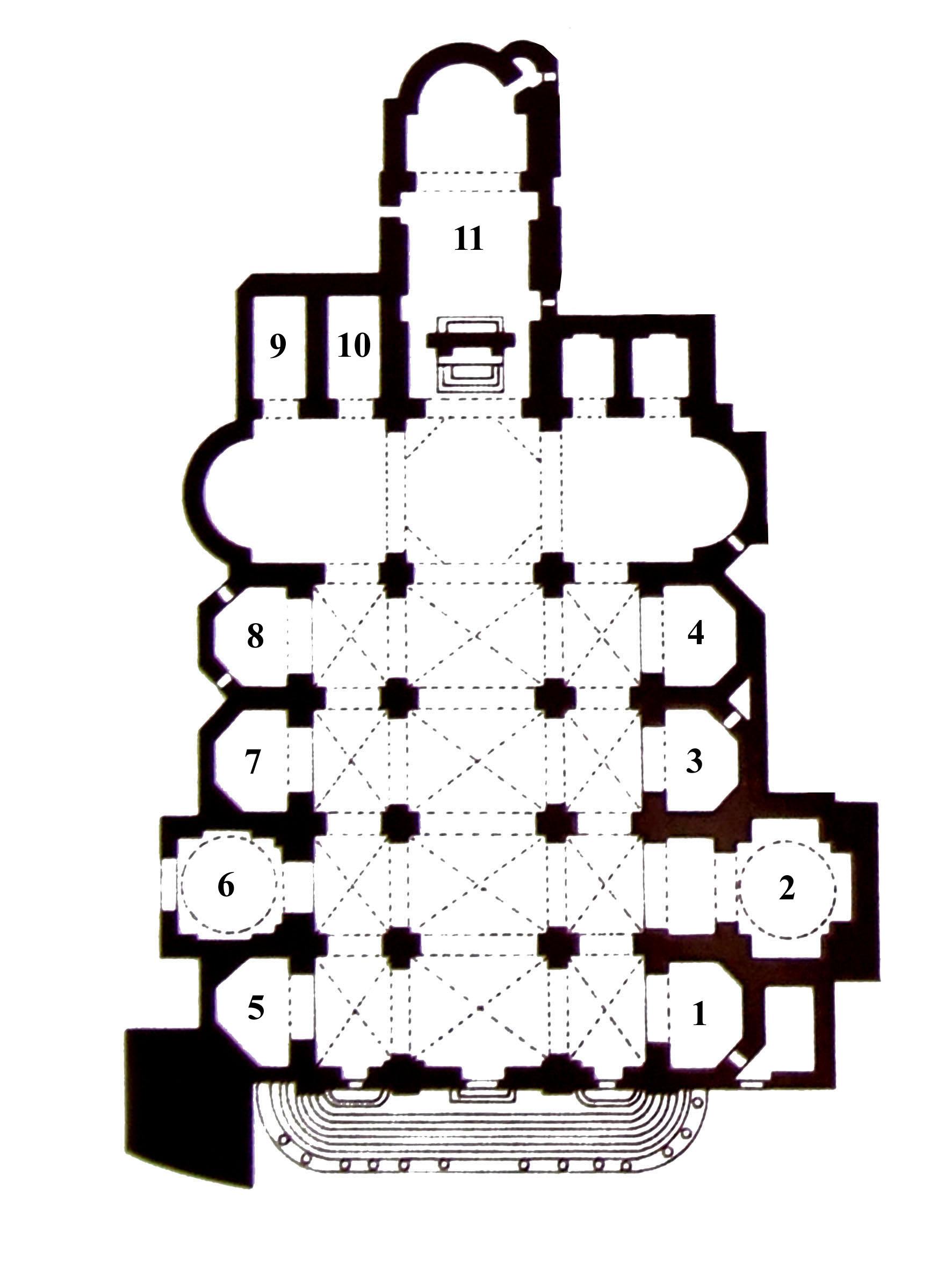
Plán baziliky s číselným označením kaplí

Kaple Narození Páně, první vpravo, zřídil ji kardinál Domenico della Rovere v roce 1477 po přestavbě svým příbuzným papežem Sixtem IV. Obrazy jsou přičítány Pinturicchiovi a jeho škole. Hlavní oltářní dílo The Adoration of the Child with St Jerome (Klanění dítěti se Sv. Jeronýmem) je vynikající dílo podepsané Pinturicchiem. Hrob kardinála Cristoforo della Rovere (zemřel v roce 1478) navrhli Andrea Bregno a Mino da Fiesole. Na pravé straně je monument Giovanniho de Castra (zemřel 1506), připisován je Francescovi da Sangallo. Kaple je jednou z nejlépe dochovaných památek římského umění quattrocento.
- 2. Kaple Cybo

Kapli Cybo nechal radikálně přestavět kardinál Alderano Cybo (1613–1700) mezi lety 1682 a 1687 podle plánů Carla Fontany. Pro krásu svých obrazů, vzácnost mramorových obkladů pokrývajících její stěny a význam umělců podílejících se na její stavbě je kaple považována za jednu z nejvýznamnějších sakrálních památek postavených v Římě v poslední čtvrtině 17. století.
- 3. Kaple Basso Della Rovere

Kapli Basso Della Rovere zakoupil Girolamo Basso della Rovere v 80. letech 14. století. Architektura je podobná kapli Narození Páně a malířská výzdoba je přičítána Pinturicchiovi a jeho dílně. Vrcholem kaple je velká freska Madony s dítětem na trůnu se svatými Augustinem, Františkem, Antonínem Paduánským a svatým mnichem (Madonna and Child Enthroned with Saints Augustine, Francis, Anthony of Padua and a Holy Monk) nad oltářem, Nanebevzetí Panny Marie(Assumption of the Virgin Mary) a iluzionistická monochromní výzdoba podstavce s malovanými lavicemi a scénami mučednictví. Přežily také původní majolikové podlahové dlaždice z Deruty.
- 4. Kaple Costa

Kapli vybavil portugalský kardinál Jorge da Costa, který ji koupil v roce 1488. Nejdůležitějšími uměleckými díly jsou lunety od Pinturicchia, mramorový oltář od Giana Cristofora Romana (kolem 1505) a pomník kardinála Costy podle návrhu Andrea Bregna. Zachován je také bronzový a mramorový pomník Pietra Foscariho z roku 1480.
- 5. Kaple Montemirabile

Kaple byla pojmenována po biskupovi Giovannim Montemirabile († 1479) a v roce 1561 byla přebudována na křtitelnici baziliky. Křtitelnice patří mezi nejcennější umělecké dílo kaple. Fragmenty zbořeného pomníku z 15. století z dílny Bregna byly shromážděny v roce 1657. Náhrobek kardinála Antoniota Pallaviciniho z roku 1501 (vlevo) pochází ze stejné dílny z roku 1501.
- 6. Kaple Chigi

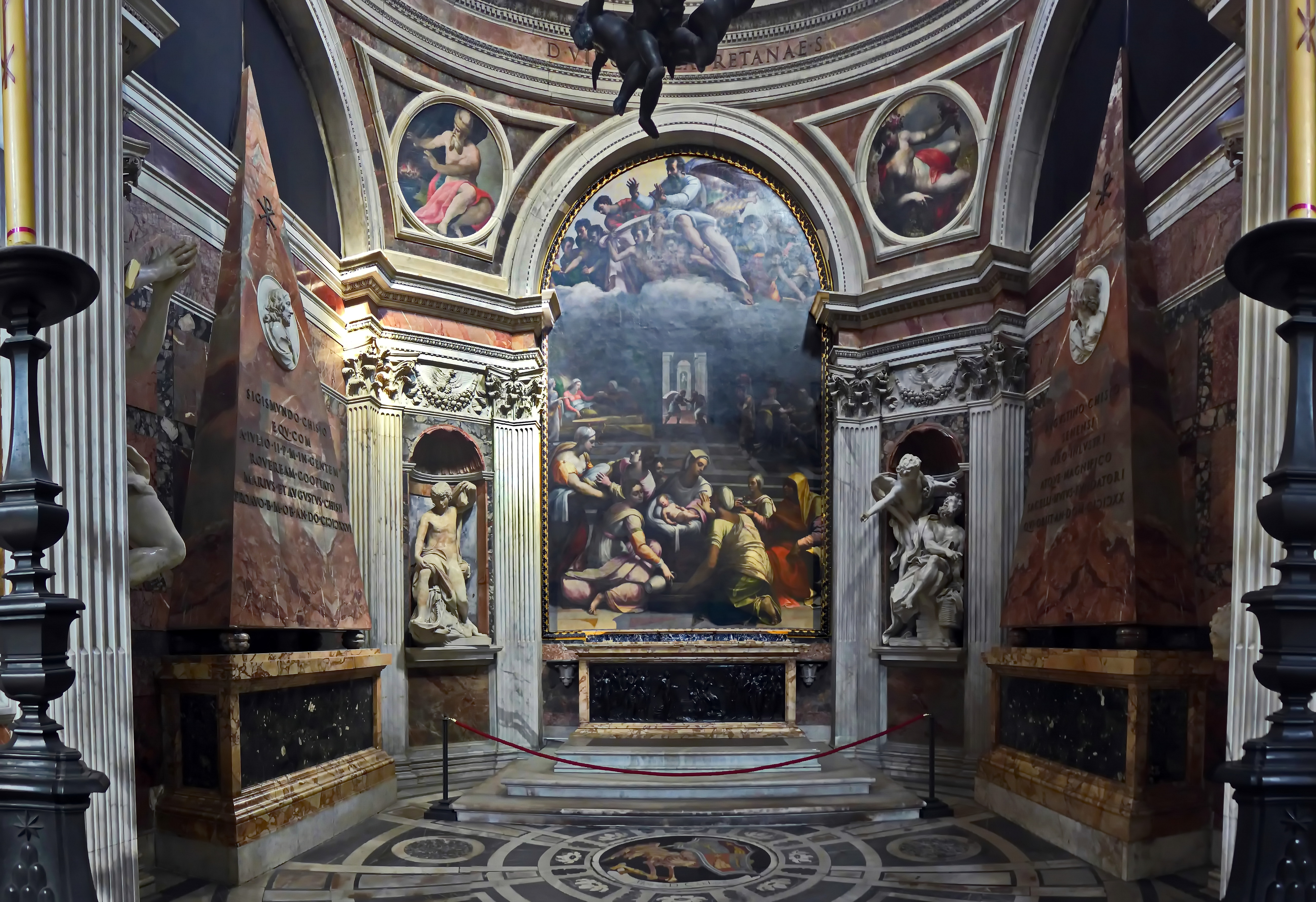
Oltář v kapli Chigi: vlevo socha Jonáše, vpravo Berniniho Habakuk

Bankéř Agostino Chigi pověřil Raffaela, aby mu v letech 1512–1514 navrhl a vyzdobil pohřební kapli. Spojením vrcholných renesančních a barokních děl patří k nejvýznamnějším kaplím baziliky. Kupoli centrální osmiboké kaple vyzdobil roku 1516 Luigi da Pace mozaikami Stvoření světa podle Raffaelových kartonů: uprostřed je Bůh Otec jako stvořitel, obklopený šesti personifikovanými planetami a andělem s hvězdnou oblohou a živly. Čtyři kruhová tonda ve cviklech pod kupolí vyzdobil Francesco Salviati malbou čtyř ročních období. Lunety nad hrobkami Chigiů vymaloval Raffaelo Vanni) postavami Kristova rodokmene . Oltářní obraz Narození Panny Marie namaloval Sebastiano del Piombo. Kapli zdobí ještě čtyři sochy v nikách mezi pilastry: sochař Lorenzetto Lotti vytvořil sochy proroků Jonáše v tlamě velryby a Eliáše. Jako poslední dodal Gian Lorenzo Bernini dvě sousoší pro Fabia Chigiho: Prorok Habakuk s andělem a Prorok Daniel se lvem.
- 7. Kaple Mellini

Kaple je zasvěcena svatému Mikuláši z Tolentina, patří k nejstarším šestibokým bočním kaplím baziliky z 15. století, její vnitřní výzdoba byla v baroku změněna. Oltářní obraz Panny Marie žehnající svatému Mikuláši Tolentinskému pod ochranou sv. Augustina namaloval Agostino Masucci. Sochařskou výzdobu náhrobku Savia Melliniho dodal Pierre-Étienne Monnot, pro náhrobek Garcii Melliniho ji vytvořil Alessandro Algardi. Barokní fresky na klenbě vytvořil Giovanni da San Giovanni v letech 1623–1627.
- 8. Kaple Cybo-Soderini

Kaple Ukřižování nebo kaple Cybo-Soderini byla přestavěna v barokní době, kdy vlámský umělec Pieter van Lint provedl svůj cyklus fresek na klenbě a lunetách, které zobrazují anděly se symboly utrpení a proroky. Dvě velké fresky na bočních stěnách ukazují scény z The Legend of the True Cross. Nad hlavním oltářem v korintském ediktu je dřevěný kříž z 15. století. Kaple byla obnovena Lorenzem Soderinim v roce 1825.
- 9. Kaple Theodoli

Kaple je skrytým klenotem římského manýrismu a díla významného malíře a štukatéra Giulia Mazzoniho. Nazývá se také Kaple Sv. Kateřiny podle klasicizující mramorové sochy Svaté Kateřiny na oltáři a podle jména jejího patrona Girolama Theodoliho, biskupa v Cádizu. Výzdoba byla původně zadána prvním majitelem Traianem Alicornim v roce 1555, práce byla znovu zahájena novým majitelem Girolamem Theodolim v roce 1569 a dokončena kolem roku 1575.
- 10. Kaple Cerasi

V kapli Cerasi jsou dvě slavná plátna namalovaná Caravaggiem - Ukřižování Sv. Petra (Crucifixion of St. Peter) a Obrácení na cestě do Damašku (Conversion on the Way to Damascus) (1600–01). Jedná se pravděpodobně o nejdůležitější umělecká díla v bazilice. Mezi dvěma Caravaggiovými díly je oltářní obraz Nanebevzetí Panny Marie (Assumption of the Virgin) od Annibale Carracciho.
- 11. Kaple Feoli a Cicada

Dvě identické kaple v pravém transeptu jsou ve srovnání s ostatními postranními kaplemi kostela z hlediska umělecké hodnoty relativně nevýznamné. Obě byly postaveny během Berniniho přestavby v 17. století, ale jejich výzdoba je mnohem starší. Nejvýznamnějším uměleckým dílem je pomník Odoarda Cikády, biskupa v Sagoně od Guglielma della Porta, datovaný kolem roku 1545.

## Pomníky a hrobky
Kostel byl oblíbeným pohřebištěm římské aristokracie, duchovenstva a literátů, zejména po Berniniho přestavbě. K nejvýznamnějším památkám patří:

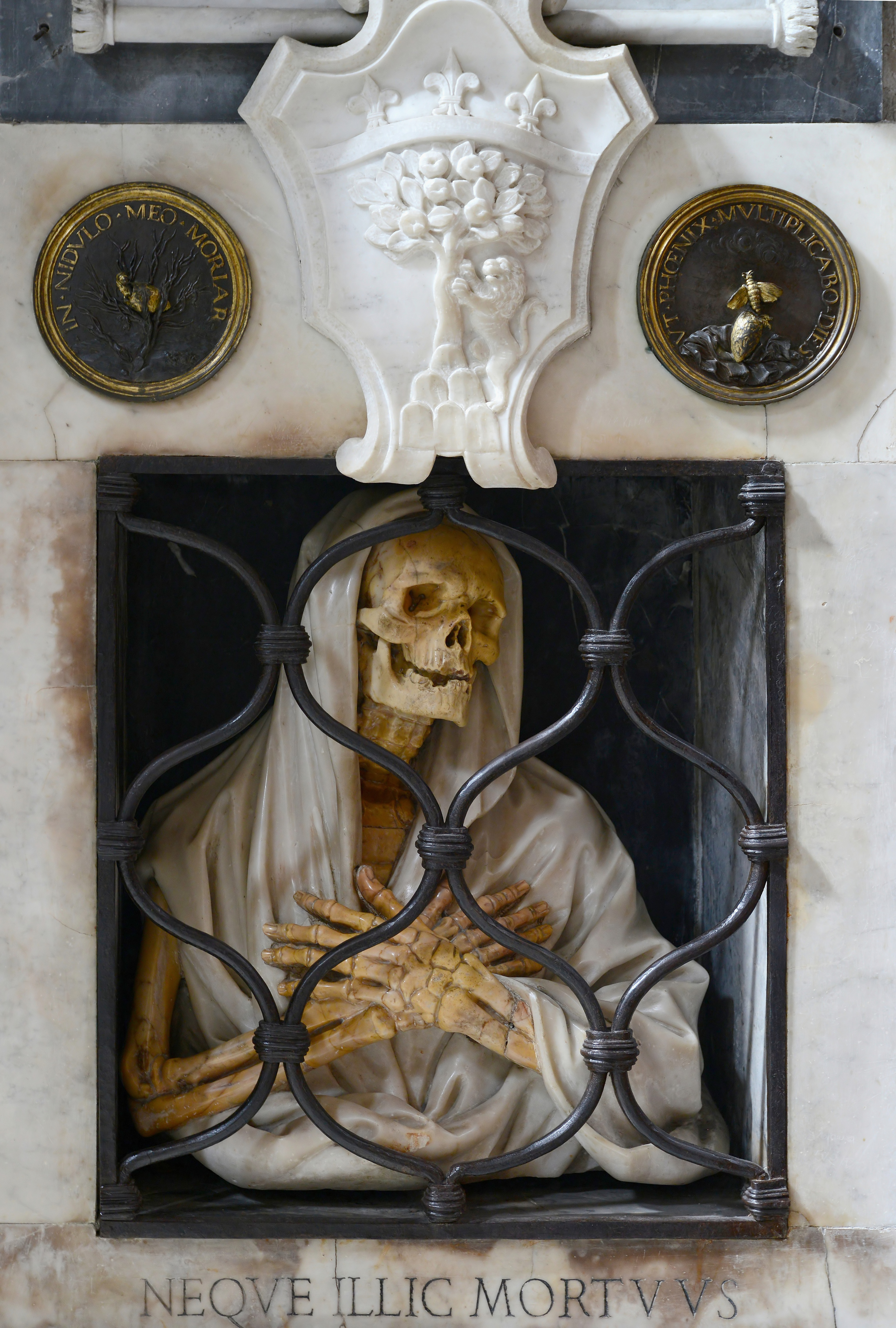
Spodní část Gisleniho pomníku

- 1. Maria Eleonora Boncompagni Ludovisi - autor Domenico Gregorini v roce 1749.[35]
- 2. Giovanni Battista Gisleni - je pravděpodobně nejděsivějším pohřebním památníkem v bazilice. Navrhl a instaloval si jej architekt Giovanni Battista Gisleni v roce 1670, dva roky před svou smrtí.[36]
- 3. Maria Flaminia Odescalchi Chigi - Pohřební pomník princezny Marie Flaminie Odescalchi Chigi je někdy přezdíván „poslední barokní hrobka v Římě“.[37] Je to pravděpodobně vizuálně nejúžasnější a nejbohatší pomník v bazilice. Byl vytvořen v roce 1772 pro mladou princeznu, první manželku Dona Sigismonda Chigiho Albaniho della Rovere, 4. prince Farnese která zemřela při porodu ve věku 20 let.[38]
- 4. Giovanni Gerolamo Albani - Jedním z nejdůležitějších manýristických pohřebních pomníků v bazilice je hrobka kardinála Giana Girolama Albaniho, vlivného politika, právníka, učence a diplomata u papežského dvora v posledních desetiletích 16. století. Zemřel v roce 1591. Pozdně renesanční pomník je jedním z hlavních děl římského sochaře Giovanniho Antonia Paraccy. Busta kardinála je realistickým portrétem starého státníka. Je vidět, jak se modlí s hlavou otočenou k hlavnímu oltáři. Kenotaf kardinála Giovanniho Battisty Pallavicina z roku 1596 je přičítán také Paraccemu.
- 5. Ludovico Podocataro - pomník kardinála Ludovica Podocatara, sekretáře a lékaře papeže Alexandra VI., je monumentálním dílem římského renesančního sochařství. Přední humanista a papežský diplomat byl pohřben 7. října 1504 s velkou pompou; hrobka v pravé transeptu byla původně umístěna v blízkosti pohřební kaple rodu Borgia, patronům Podocatara, ale kaple Borgia již neexistuje.
- 6. Bernardino Lonati - Hrobka kardinála Bernardina Lonatiho je podobná hrobce Ludovica Podocatara a obě patří do skupiny památek z doby papeže Alexandra VI., které na počátku 16. století učinily z baziliky svatyni dynastie Borgia. Pomník byl financován kardinálem Ascanio Sforzou po smrti jeho chráněnce dne 7. srpna 1497, nedlouho poté, co Lonati vedl na rozkaz papeže neúspěšnou výpravu proti rodině Orsini.
- 7. Guglielmo della Porta – náhrobek s pololežící postavou milánského biskupa Bernardina Elvina na tumbě († 1548)

Sochy světic na římsách oblouků od mistrů z Berniniho dílny, vlevo
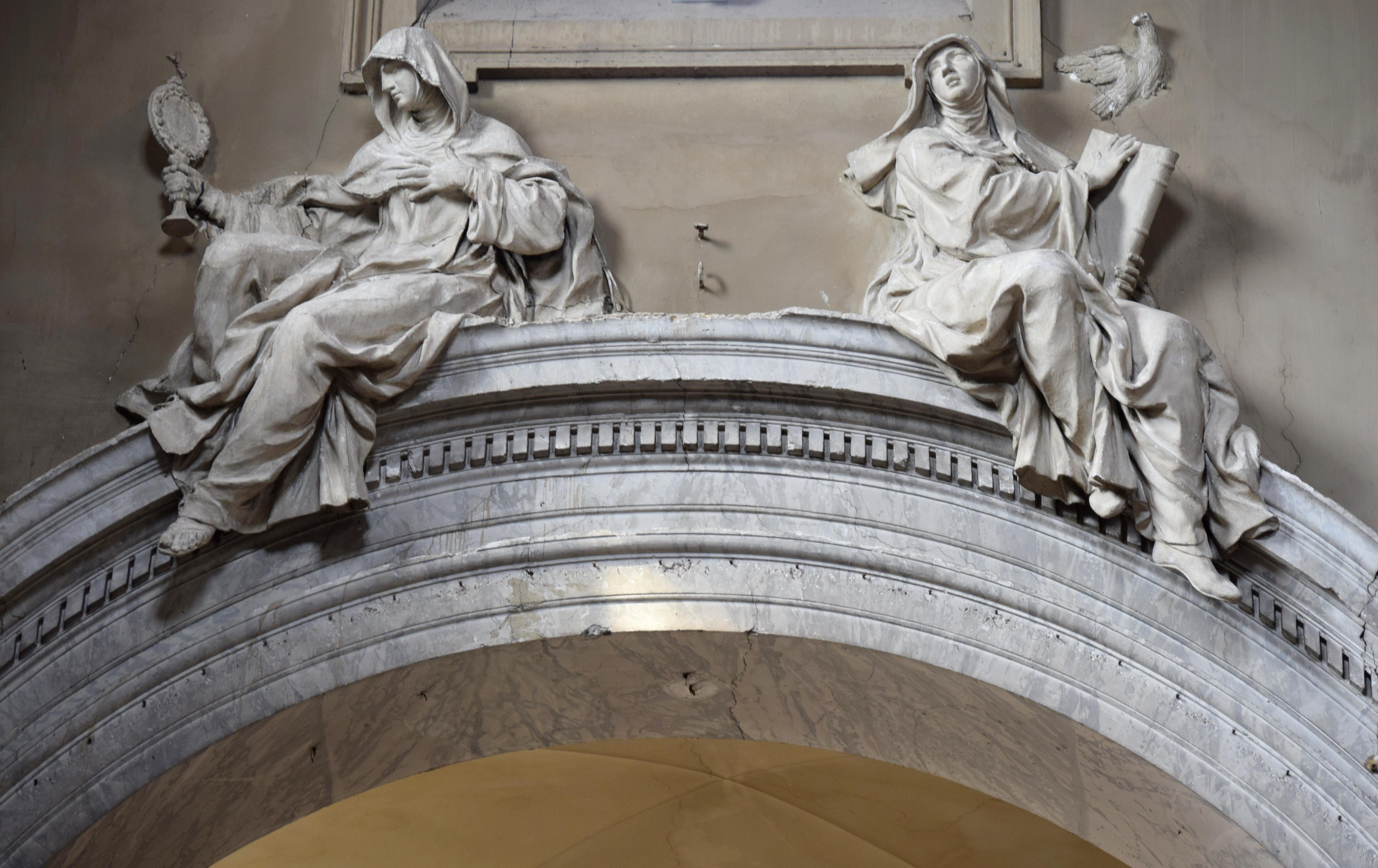
Svatá Klára s monstrancí a Svatá Scholastika s knihou a holubicí, zakladatelky ženských řádů, sochař Ercole Ferrata
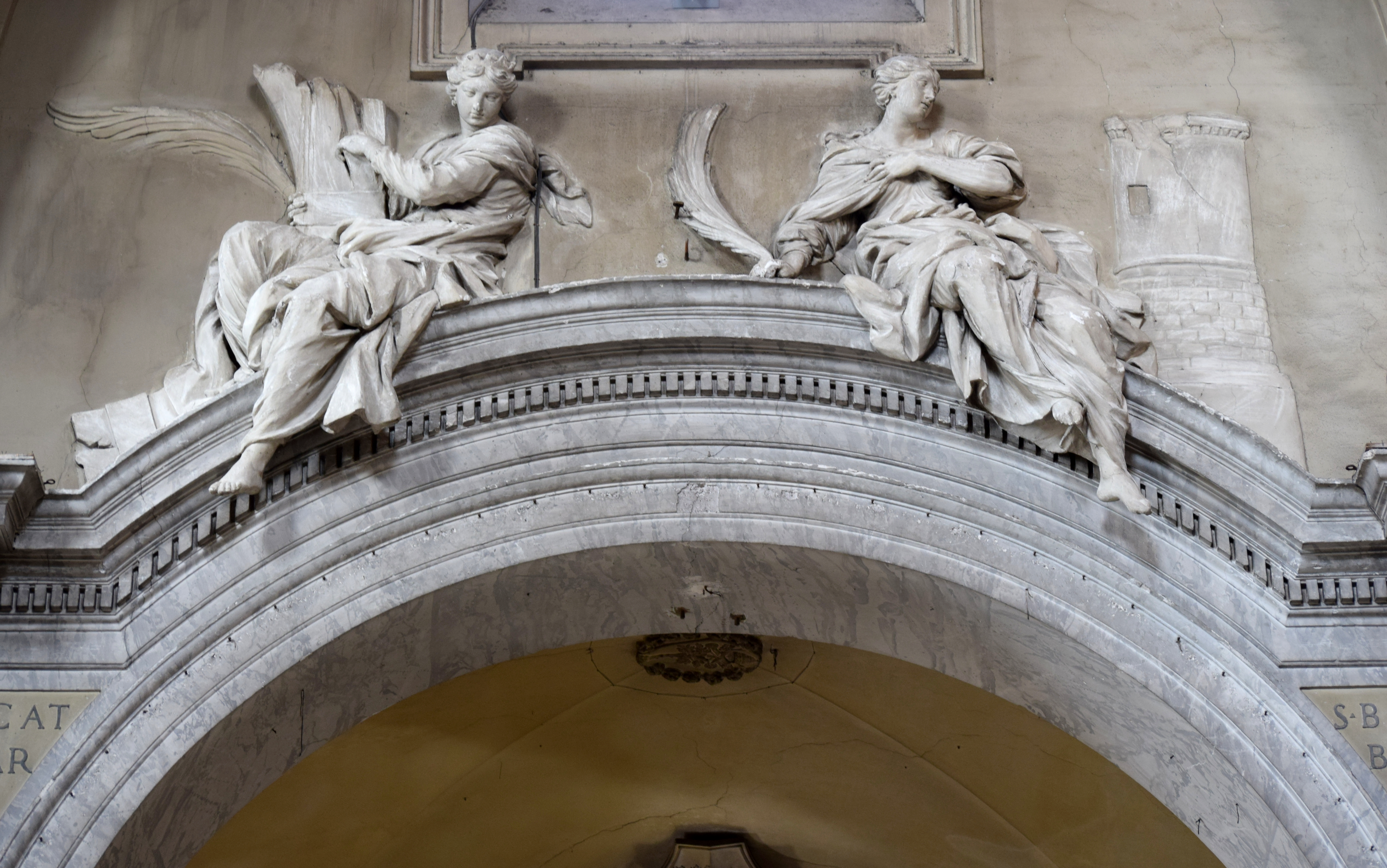
Svatá Kateřina s palmovou ratolestí, Svatá Barbora s palmovou ratolestí a věží, křesťanské mučednice, sochař Antonio Raggi
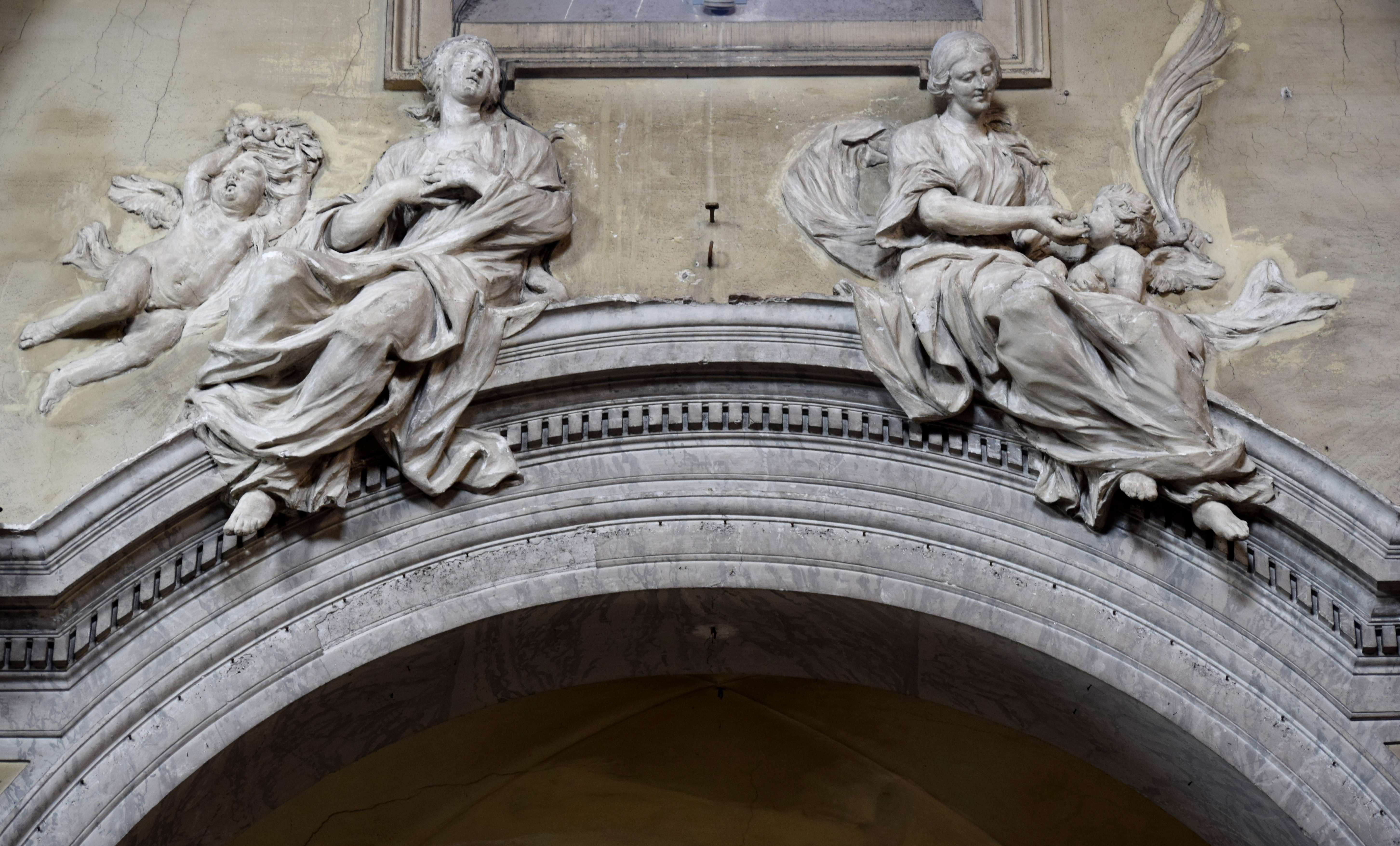
Svatá Dorota s cherubem a košem s ovocem, Svatá Agáta s andělem a palmovou ratolestí, sochař Giuseppe Perone
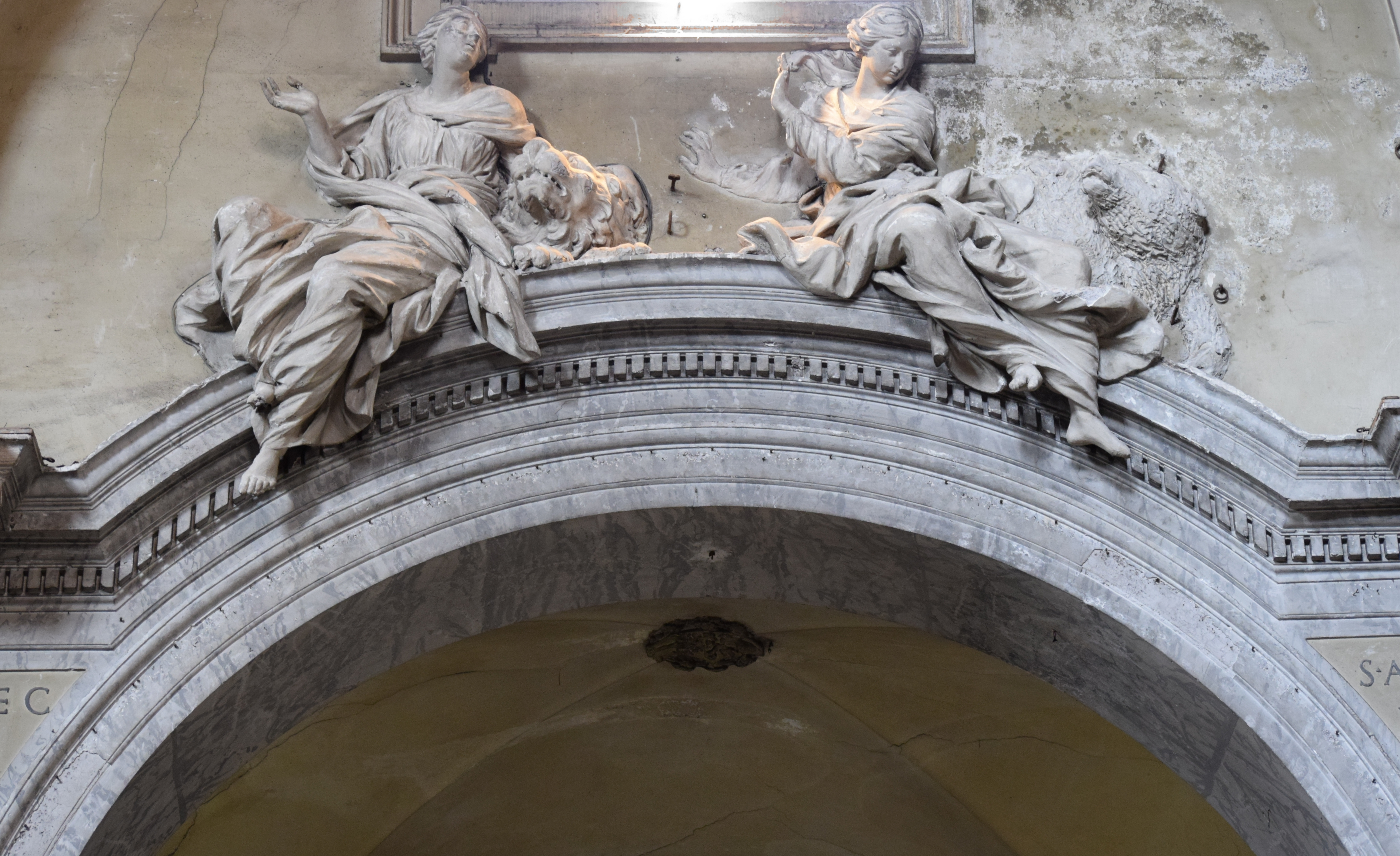
Svatá Tekla se lvem a Svatá Apolena s medvědem?, křesťanské panny a mučednice, sochař Antonio Raggi

Sochy světic na římsách oblouků od mistrů z Berniniho dílny, vpravo
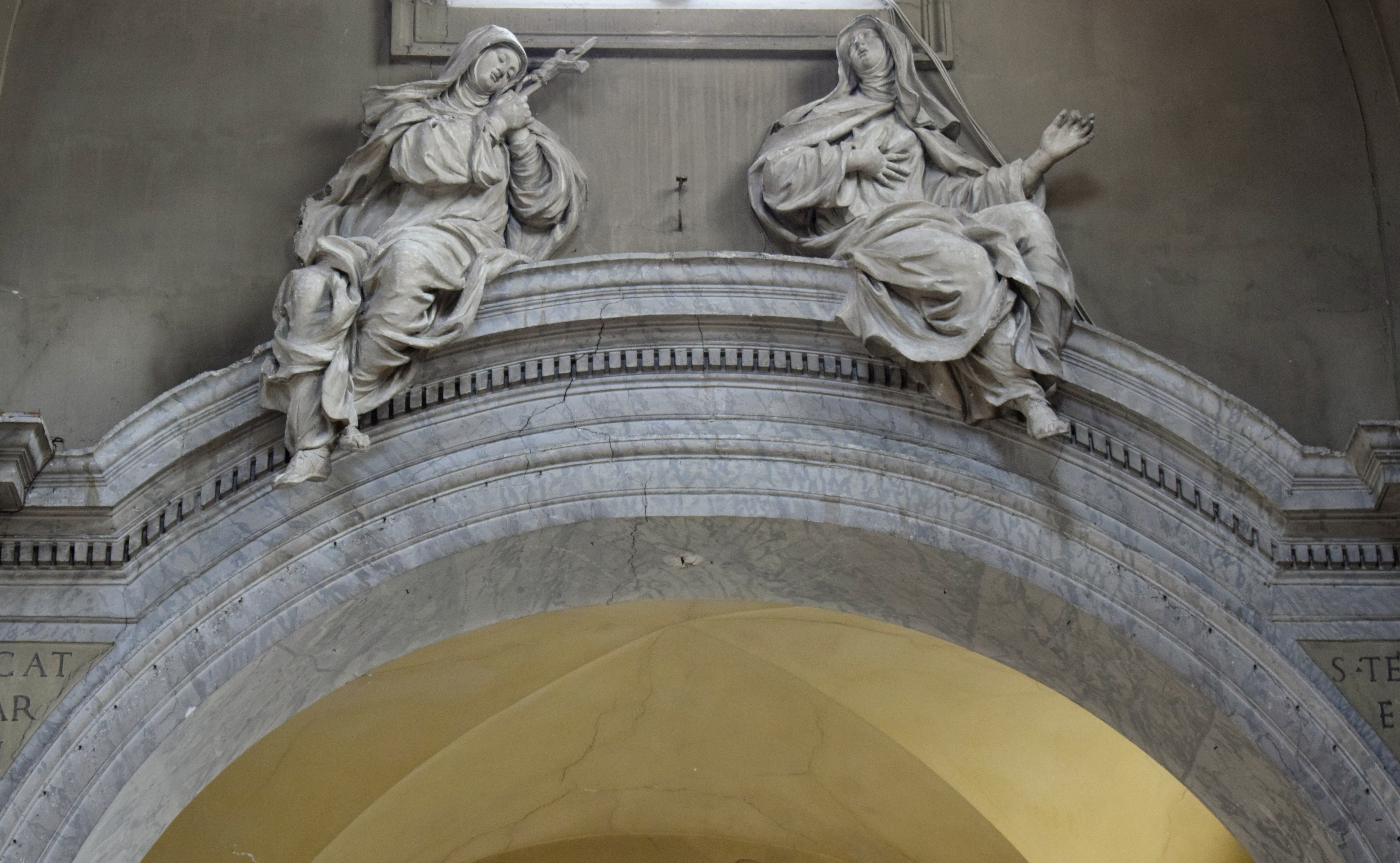
Svatá Kateřina Sienská s krucifixem, Svatá Tereza z Ávily s probodeným srdcem, reformátorky křesťanství, Giovanni Francesco de Rossi
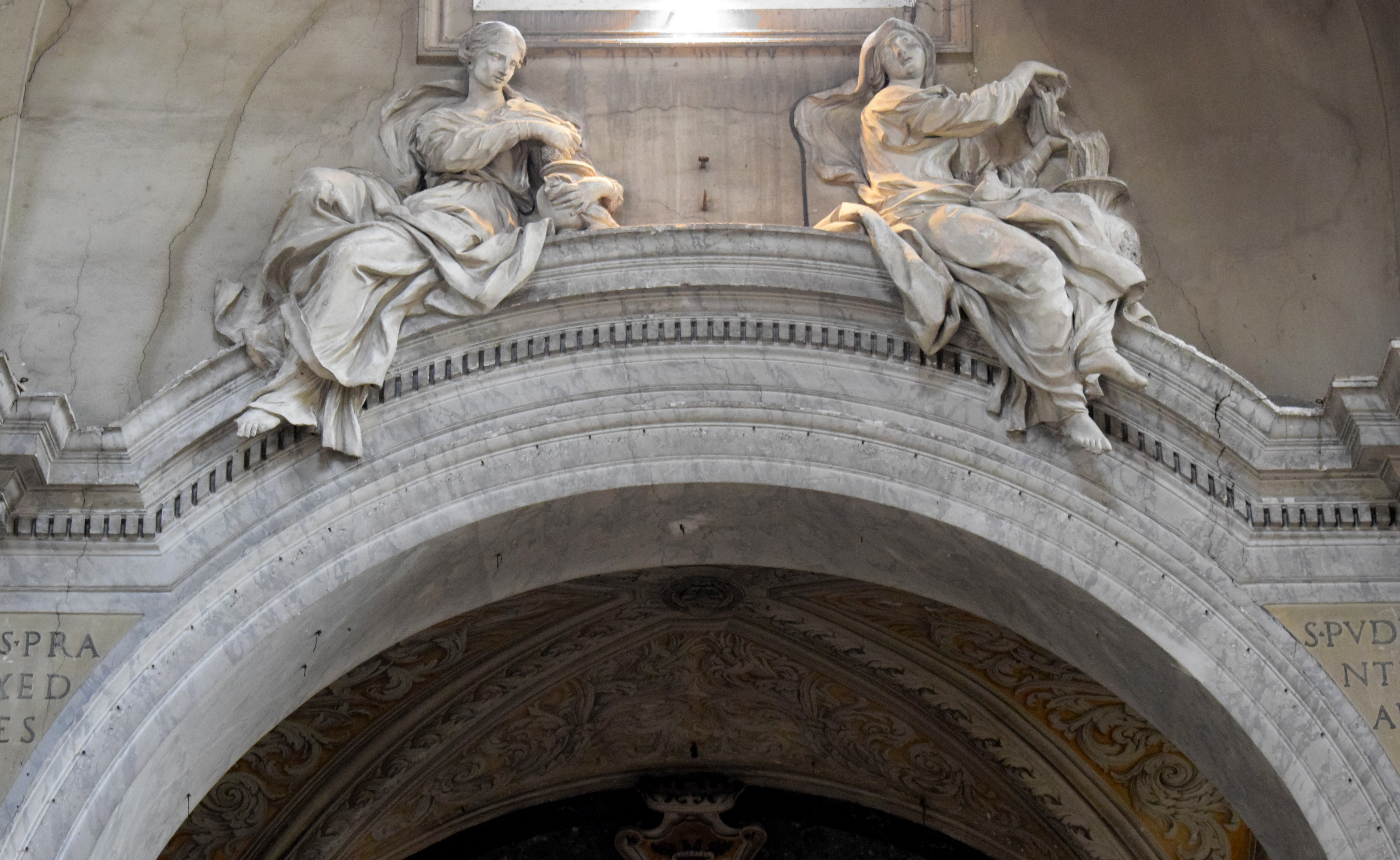
Svatá Praxeda a Svatá Pudentiana, římské sestry, pomáhající pronásledovaným křesťanům, Paolo Naldini a Lazzaro Morelli
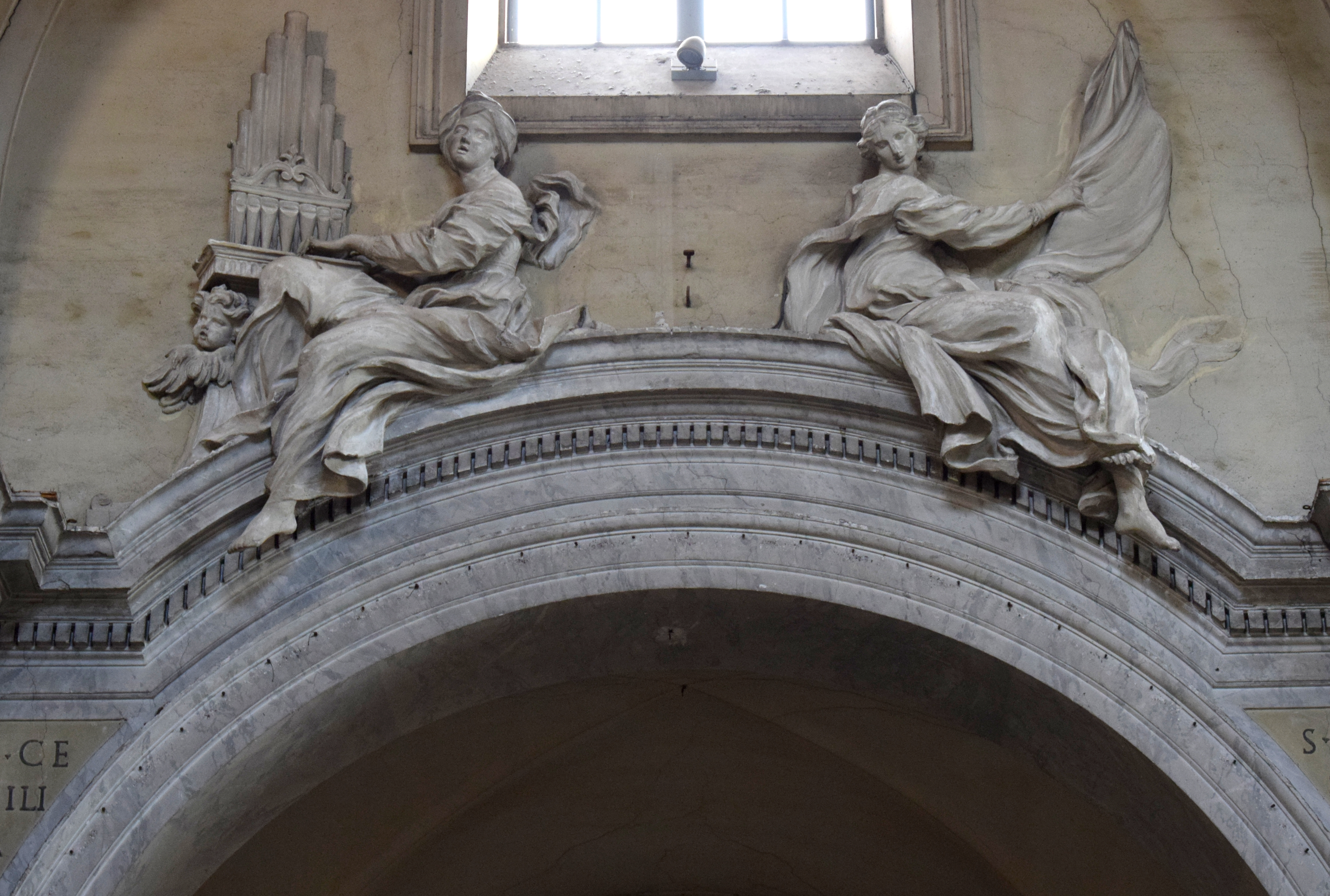
Svatá Cecilie s varhanami a andělem, Svatá Voršila s praporem, křesťanské panny a mučednice, Giovanni Antonio Mari
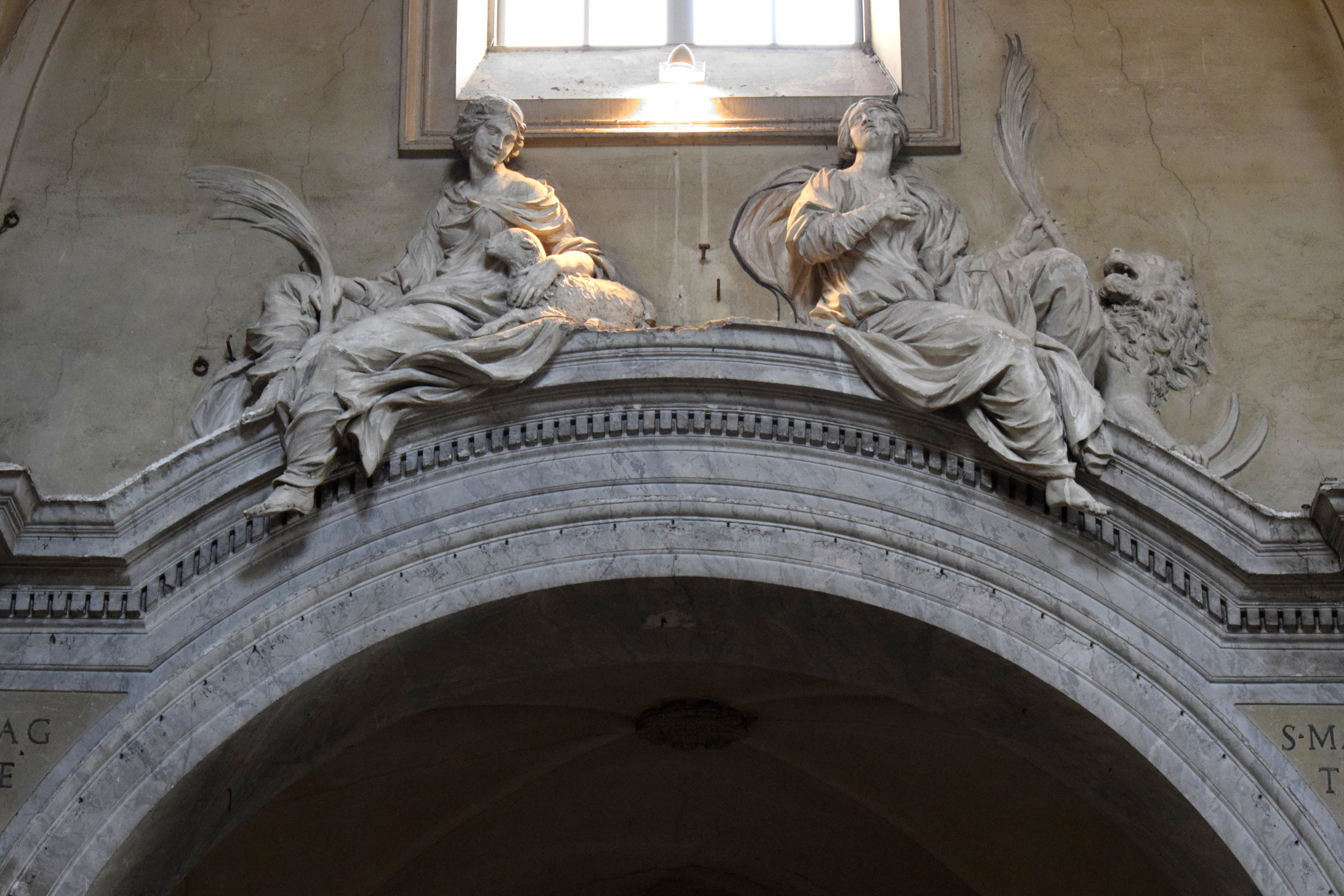
Svatá Agnes s beránkem a palmovou ratolestí, Svatá Martina se lvem a palmovou ratolestí, Giovanni Francesco de Rossi

### Kardinálové
- Tolomeo Gallio (20. dubna 1587 – 2. prosince 1587)
- Scipione Gonzaga (15. ledna 1588 – 11. ledna 1593)
- Ottavio Acquaviva d'Aragona (starší) (15. března 1593 – 22. dubna 1602)
- Francesco Mantica (17. června 1602 – 28. ledna 1614)
- Filippo Filonardi (9. července1614 – 29. září 1622)
- Guido Bentivoglio (26. října 1622 – 7. května 1635)
- Lelio Biscia (9. února 1637 – 19. listopad 1638)
- Lelio Falconieri (31. srpna 1643 – 14. prosinec 1648)
- Mario Theodoli (28. ledna 1649 – 27. června 1650)
- Fabio Chigi (12. března 1652 – 7. duben 1655), pozdější papež Alexandr VII.
- Gian Giacomo Teodoro Trivulzio (14. května 1655 – 3. srpna 1656)
- Flavio Chigi (1631–1693) (23. dubna 1657 – 18. března 1686)
- Savio Mellini (12. srpen 1686 – 12. listopadu 1689)
- Francesco del Giudice (10. duben 1690 – 30. března 1700)
- Andrea Santacroce (30. březen 1700 – 10. května 1712)
- Agostino Cusani (30. leden 1713 – 27. prosinec 1730)
- Camillo Cybo (8. leden 1731 – 20. prosinec 1741)
- Francesco Ricci (kardinál) (23. září 1743 – 8. června 1755)
- Franz Konrad von Rodt (2. srpna 1758 – 16. října 1775)
- Giovanni Carlo Bandi (18. prosinec 1775 – 23. březen 1784)
- Giovanni Maria Riminaldi (11. duben 1785 – 29. ledna 1789)
- Francesco Maria Pignatelli (21. únor 1794 – 2. dubna 1800)
- Ferdinando Maria Saluzzo (20. červenec 1801 – 28. května 1804)
- Francesco Cesarei Leoni (1. říjen 1817 – 25. července 1830)
- Francisco Javier de Cienfuegos y Jovellanos (28. února 1831 – 21. června 1847)
- Jacques-Marie Antoine Célestin Dupont (4. října 1847 – 26. května 1859)
- Carlo Sacconi (30. září 1861 – 8. října 1870)
- Flavio Chigi (15. června 1874 – 15. února 1885)
- Alfonso Capecelatro di Castelpagano (15. leden 1886 – 14. listopadu 1912)
- José Cos y Macho (2. prosinec 1912 – 17. prosince 1919)
- Juan Soldevilla y Romero (15. prosinec 1919 – 4. června 1923)
- George William Mundelein (27. březen 1924 – 2. října 1939)
- James Charles McGuigan (18. únor 1946 – 8. dubna 1974)
- Hyacinthe Thiandoum (24. květen 1976 – 18. května 2004)
- Stanislaw Dziwisz (24. března 2006)